# 習志野市
習志野市（ならしのし）は、千葉県の北西部に位置する市。
人口は約17.6万人で、千葉県内では八千代市に次いで第9位の人口規模である。旧千葉郡。1954年（昭和29年）市制施行。

## 概要

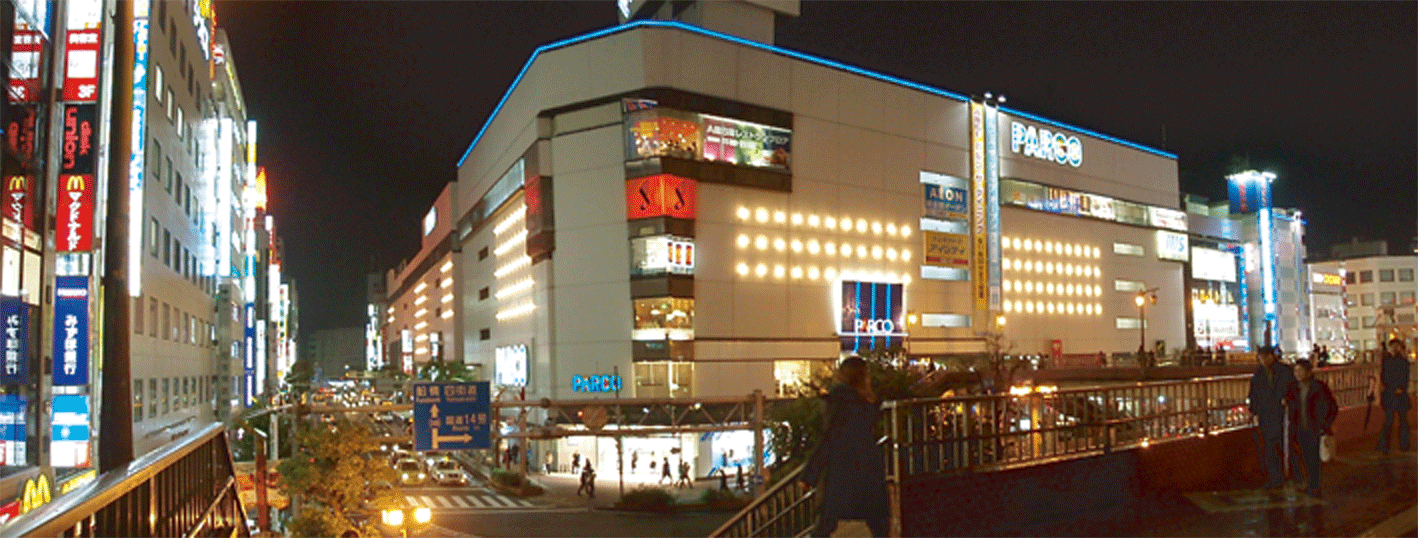
津田沼の繁華街（津田沼駅北口側）

明治時代には軍都として栄え、津田沼駅周辺は津田沼戦争と称されるほど商業施設や学習塾の競争激化が相次ぐ関東有数の繁華街・文教都市となっている（ただし津田沼は船橋市にも属している地域も多い）。
人口密度は浦安市、市川市につぎ県内第3位である。これは千葉市で一番人口密度が高い稲毛区を上回る。
東京都の都心から約20-30キロメートル圏内に位置し、都市雇用圏における東京都市圏（東京都区部・千葉市）のベッドタウンとしての性質が強く、高層マンションや住宅街が林立している。
通勤率は、東京都特別区部へ32.7%・船橋市へ11.7%・千葉市へ10.5%（いずれも平成22年国勢調査）となっている。

## 地理
千葉県北西部に位置し、東は県庁所在地である千葉市、西は中核都市の船橋市、北は八千代市に接し、南は東京湾奥部の千葉港第5区に面している。幕張新都心拡大地区に一部含まれる。
関東平野に含まれ、下総台地の端に位置する。内陸部から海岸部にかけて高低差が大きい。東京湾沿いには広大な遠浅の海岸を埋め立てた住宅地や商工業地が広がるなか、1か所だけ埋め立てられずに残ったラムサール条約登録地谷津干潟があり、干潟を必要とする渡り鳥の重要な中継飛来地となっている。

### 隣接している自治体・行政区
- 千葉市
  - 美浜区
  - 花見川区
- 船橋市
- 八千代市

旧津田沼町時代
- 幕張町（村） - 南部は現千葉市、北部は現習志野市
- 二宮町（村） - 現船橋市
- 大和田町（村） - 現八千代市

## 歴史

### 原始・古代・中世

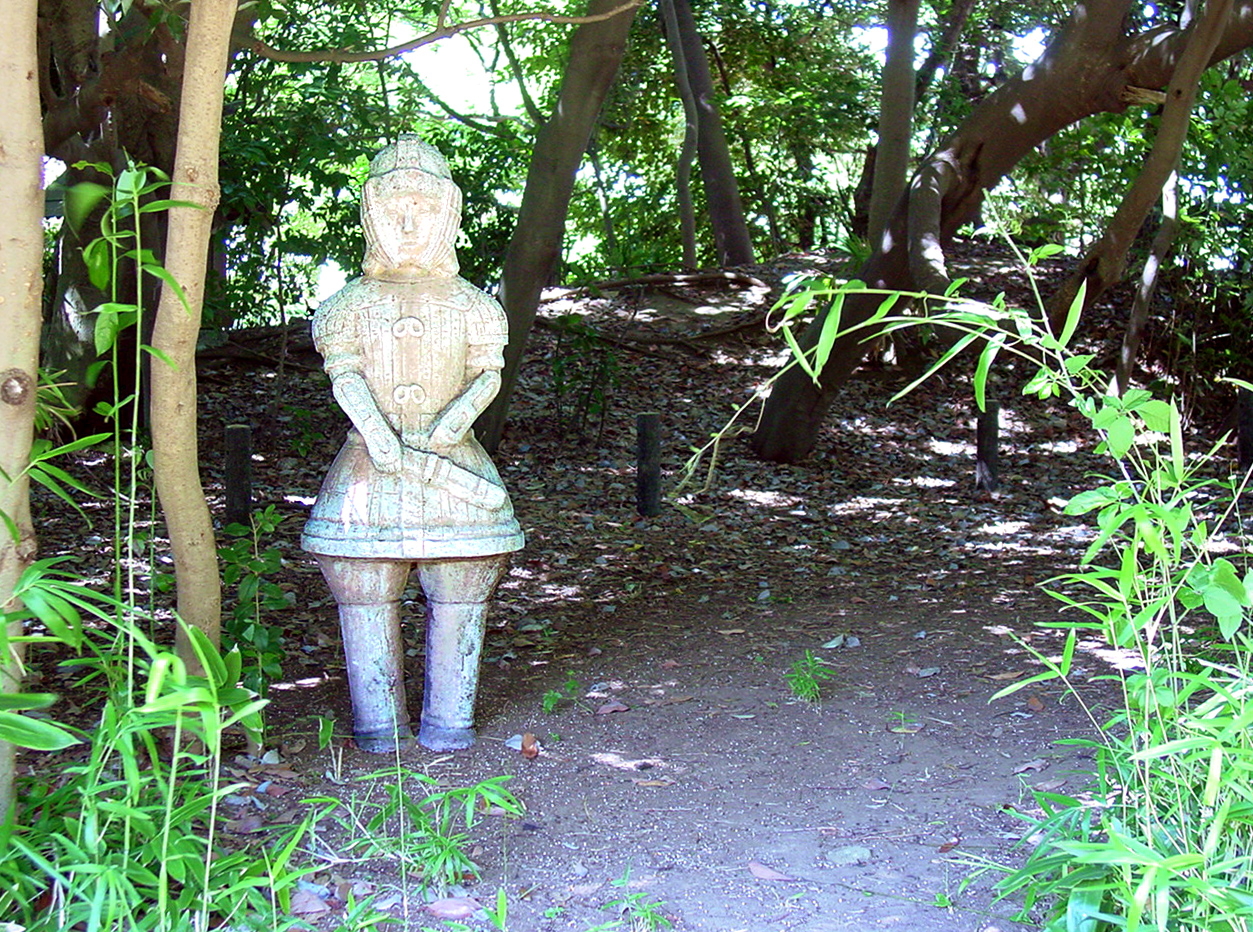
鷺沼古墳群A号墳

千葉市の加曽利貝塚などにも見られるように千葉県の東京湾岸には多くの縄文時代の遺跡が存在する。習志野市周辺にも藤崎堀込貝塚などの当時の遺跡が多数確認されている。市内には鷺沼古墳群があり、鷺沼地区には有力な豪族がいたことが分かる。律令制下で下総国に属し、古東海道の浮嶋駅を習志野市内に比定する説もあるが詳しくは不明である。治承4年（1180年）、吾妻鏡には、石橋山の戦いに敗れ安房国に上陸した源頼朝が、軍勢を連れて北上して鎌倉に向かったときに陣を置いた館（やかた）の場所として、「鷺沼御旅館」の名前が見られる。現在、市役所がある鷺沼地区の八剱台や、八剣神社周辺、また、暗渠となっている菊田川の左岸が下総台地に迫る位置の大堀込が、中世の武士の城館である鷺沼城跡の候補地となっている。

### 近世
中世までは葛飾郡とされることもあったが、江戸時代初期に現市域内に分布した谷津、久々田、鷺沼、藤崎、実籾などの村々は千葉郡に属し、ほとんどが幕府領または旗本領となっていた。また、大久保新田が関西（おもに大阪府羽曳野市）からの移住者である市⻆頼母ら一族によって開発された。当時の資料には海岸部に谷津村や久々田村・鷺沼村などの地名が見られ、内陸の実籾村の北部には幕府によって小金牧が置かれた。藤崎村・大久保新田・実籾村には東金御成街道が通り、藤崎の名はその地を通った徳川家康が「藤咲」と名付けたと伝えられる。後に同地にある子安神社の祭神コノハナサク(咲)ヤヒメの名を憚って「咲」を「崎」に変えたという。また、屋敷台新田が馬加村（後に幕張）の一部となっていた。この海岸部の村々と内陸の台地の村々の二つの地域が、その後の習志野市の地理的な二大要素、すなわち後述の「津田沼」と「習志野原」を構成するようになるのである。
東京湾沿岸には海岸近くにまで下総台地が迫り、そこに三本の谷（谷津田）が刻まれている。ここに開けた水田の回りに開けた集落が最も西に位置する谷津、中央の久々田とその上流に位置する藤崎、東の鷺沼であった。

### 明治 - 昭和

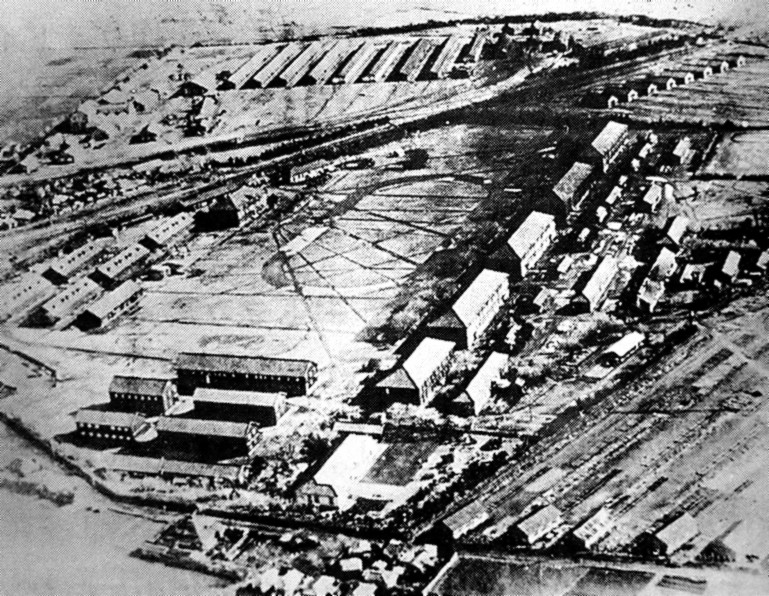
鉄道連隊材料廠舎・鉄道第2連隊営舎

1888年（明治21年）、町村制施行により、谷津、久々田、鷺沼、藤崎、大久保新田（後の大久保）の5村が合併し、人口約4,500人の千葉郡津田沼村が誕生した。「津田沼」の名は、谷津の津、久々田の田、鷺沼の沼を合わせたものである。なお『千葉郡町村分合取調』のうち津田沼村分の資料には、新村名として一旦「菊田村」と記したものを朱書きで「津田沼村」と訂正した跡が残る（「菊」を抹消して「津」に置き換え、「田」と「村」の間に「沼」を追加）。また新村名選定の事由として、「久々田村ニ字菊田ノ地名アリ著名ナルヲ以テ今其地名ニ従ヒ本名ヲ附ス」とあり、こちらも抹消されている。最終的に「津田沼」という合成地名が採用されたことは、村名決定過程に紆余曲折があったことを示唆する。一方、実籾村は馬加村などと合併して幕張村となった。1895年（明治28年）、前年開通した総武鉄道に津田沼駅が開業。1903年（明治36年）には津田沼村が町制を敷き、人口約6,000人の津田沼町となった。
1873年（明治6年）、小金牧の大和田原（現・千葉県船橋市習志野台から高根台周辺）で明治天皇御覧の下で陸軍による演習が行われた。後に明治天皇によって、その地は「習志野原」と命名され、陸軍の演習場となった。なお演習場の敷地はその後拡張され、現在の当市・八千代市の一部の広大なものとなった。※一説には篠原国幹少将による指揮に感銘し、そのときの天皇の発言（「篠原を見習え」>習え篠原>習志野原）がもととなったという。後に陸軍によって買収され習志野演習場となった。
陸軍習志野練兵場には日露戦争の時に捕虜の収容施設が作られ、ロシアの捕虜が、また、第一次世界大戦の時には、ドイツやオーストリア=ハンガリーの捕虜が収容された。大久保には、第十三・十四・十五・十六の4つの騎兵連隊と陸軍衛戍病院（現在の千葉県済生会習志野病院）がおかれ、第1・第2の2つの騎兵旅団が編成された。昭和に入り騎兵連隊が中国大陸へと侵出すると、後には陸軍習志野学校や戦車第2連隊が置かれるようになった。また、近隣の藤崎に騎砲兵第2連隊が、実籾には東西の高津廠舎と糧秣廠倉庫が置かれた。津田沼には鉄道第二連隊が置かれ、松戸から津田沼までに演習で路線が引かれ、それが現在の新京成電鉄となった。
こうして津田沼町の一帯も含む広い地域が「軍郷」とよばれ、軍隊の街「習志野」が成立した。戦前には本町と二宮町、幕張町、犢橋村、大和田町、睦村、豊富村の千葉郡西部7町村を合併させる大習志野市建設構想も持ち上がったが、実現しなかった。近年では日本全国の日本陸軍軍用跡地で旧帝国陸軍地毒ガス埋設問題が浮上し、関連施設の安全性調査を実施している（別項陸軍習志野学校、習志野演習場を参照）。

### 太平洋戦争後

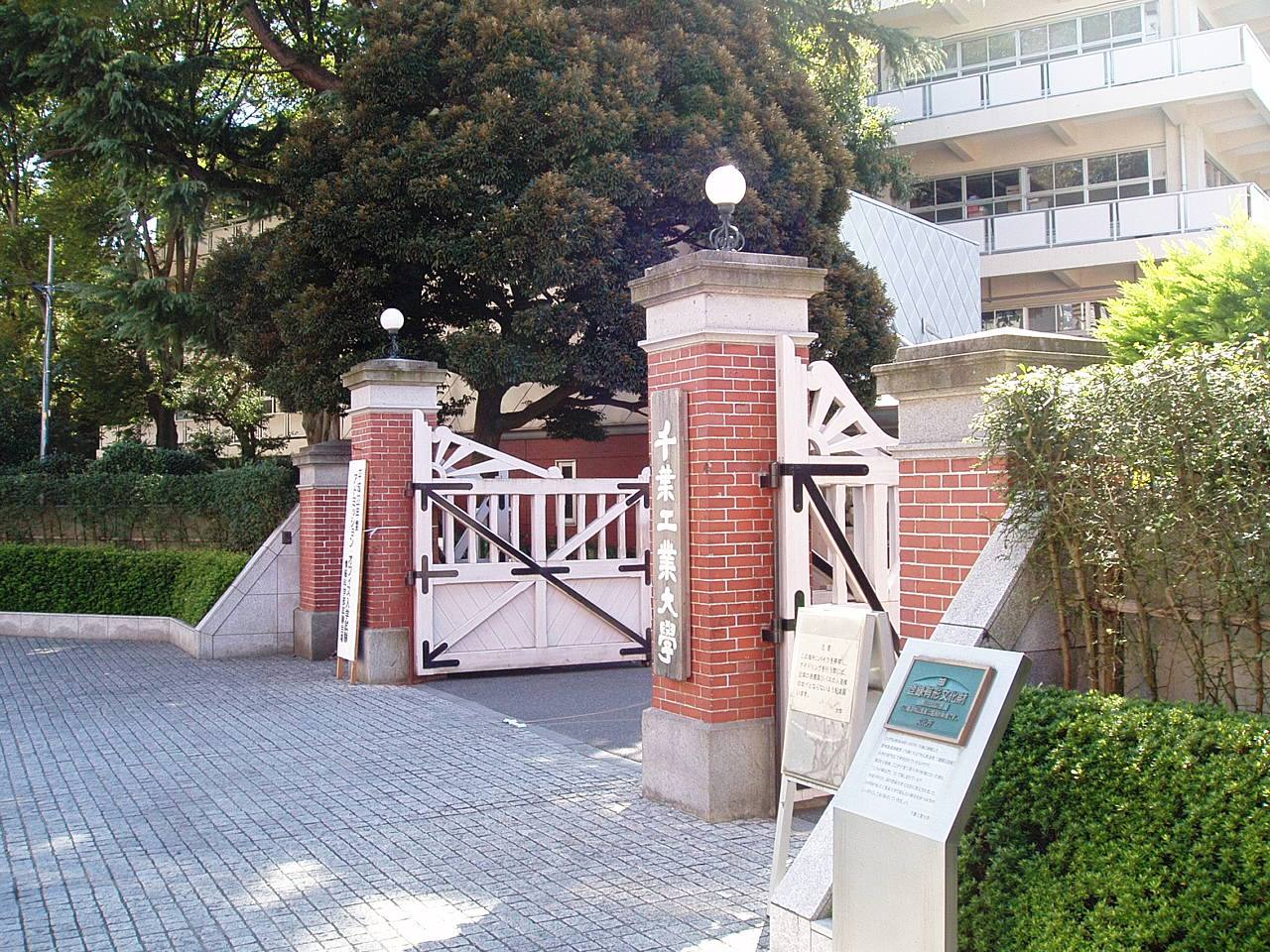
旧陸軍 鉄道第二連隊表門（登録有形文化財 第12-0007号）

津田沼町周辺は軍郷・習志野の一部として1901年（明治34年）に設置された騎兵第1旅団（現日本大学・東邦大学）、騎兵第2旅団（現東邦大学付属東邦中学校・高等学校など）をはじめ、津田沼駅前に鉄道第二連隊（現千葉工業大学）などの軍関係施設が点在していた。
戦後、軍施設は民用施設に転換され、住宅地となったり、教育施設、病院、工場として利用された。千葉工業大学津田沼キャンパスには、鉄道第二連隊の表門が残されている。北東部の「習志野原」と呼ばれる旧陸軍演習場の敷地の大部分は、外地からの引揚者などの手による開墾地となった（「平林巌と習志野原の開拓」を参考）。
1946年（昭和21年）6月17日には、昭和天皇が開拓地に行幸している（昭和天皇の戦後巡幸）。
昭和の大合併では当初幕張・二宮両町との合併を目指すも、旧幕張は千葉市に編入された上に、習志野演習場の自衛隊施設に転用された部分を含む旧二宮も1953年（昭和28年）に船橋市に編入されてしまった。結果として1954年（昭和29年）8月1日 津田沼町が習志野町に名称変更、同日千葉市の一部（旧幕張町北部）を編入合併、同日市制施行により習志野市が成立した（この部分、「習志野市の成立」を参照）。市制が布かれて以降、「津田沼」の地名は旧久々田村の地域を指す地名として残された。総武線は乗客数増加に対応し東京-津田沼間で複々線化し、快速運転を開始するようになった。また、津田沼駅周辺に大型店舗が乱立するようになった。津田沼戦争を参照のこと）。
沖合いに広がる遠浅の海岸は、戦後、伝統的な潮干狩りに加えて海苔の養殖で繁栄したが、1960年代に千葉県企業庁がこれを埋め立て、日本住宅公団が袖ヶ浦団地を造成した。また、1970年代の第二次の埋め立てでは秋津、香澄の住宅公団の団地や分譲住宅地の他、芝園・茜浜などに工業地が作られ、東関東自動車道水戸線の建設の際には緑地が作られた。このとき旧大蔵省管轄の土地が池状に埋め立てられずに残された。東京湾と二本の水路でつながった干潟は谷津干潟と呼ばれ、船橋沖に広がる三番瀬と並ぶ野鳥の飛来地として保護され、ラムサール条約登録地となった。
東日本大震災の影響により市役所本庁舎の耐震強度が低下したことから、道路を挟んだ北側の場所に本庁舎を移転して建て替えすることになり、2012年10月1日からは別棟の市民課を除き、本庁舎内の各課を市役所周辺の施設に移転させた上、習志野市津田沼五丁目（京成津田沼駅前）の以前ホテルが入っていた建物も仮庁舎として使用した。新しい本庁舎は2017年4月30日に竣工し、5月8日より新庁舎での業務を開始している。
2020年7月2日に隕石が落下した（習志野隕石）。

### 沿革

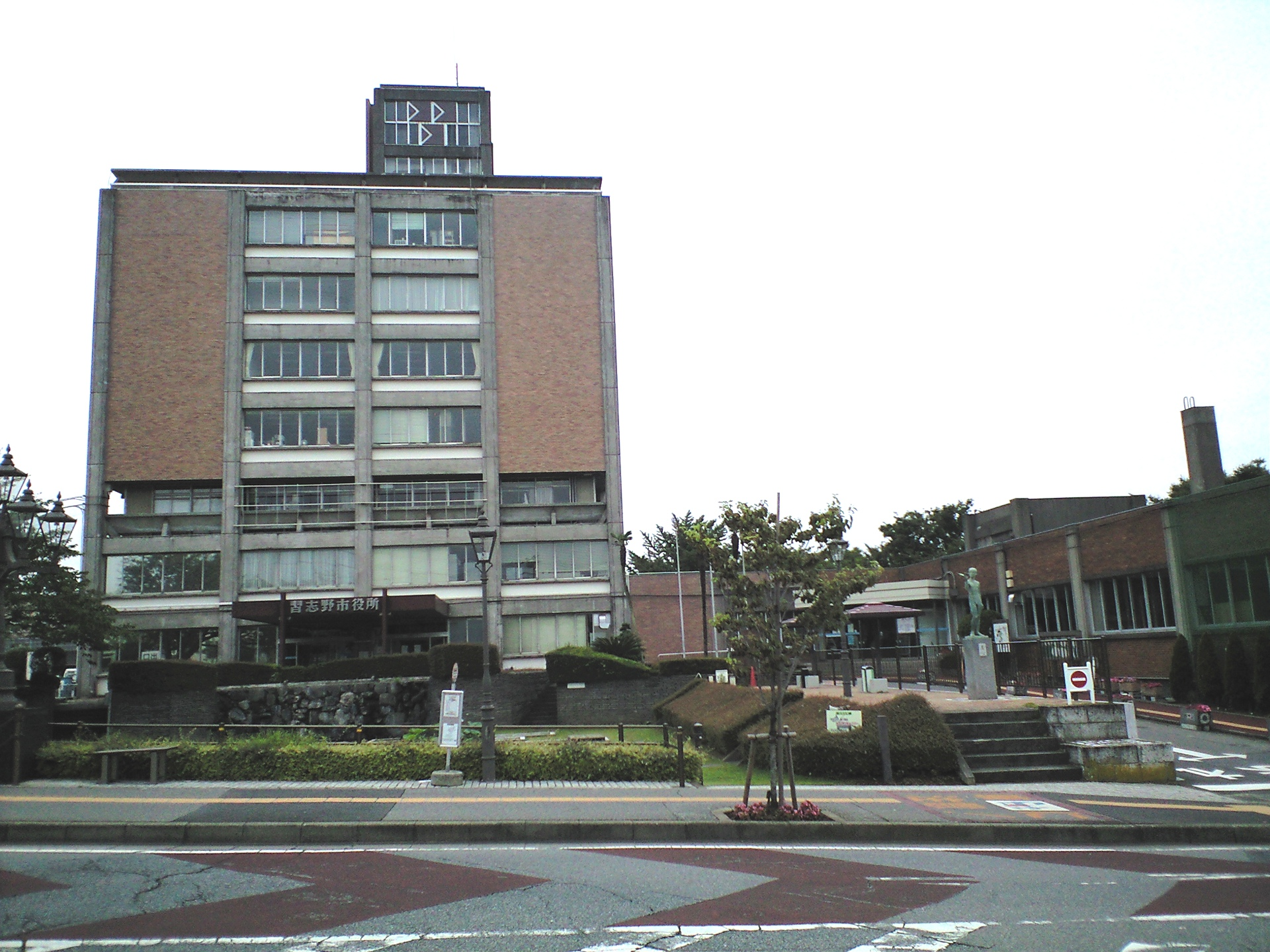
旧・習志野市役所（建て替え前）

町村制の施行以来、一度も他の市町村全域との廃置分合を行っていない。千葉県内では他に鎌ケ谷市、富里市、酒々井町がある。
- 1889年（明治22年）4月1日 - 町村制の施行により谷津村、久々田村（現津田沼）、鷺沼村、藤崎村、大久保新田の区域を以って千葉郡津田沼村（つだぬまむら）が発足。
- 1903年（明治36年）3月3日（6月3日） - 町制を施行し津田沼町となる。
- 1954年（昭和29年）
  - 8月1日 - 津田沼町が千葉市の一部（旧幕張町北部：実籾、愛宕、安生津、長作、天戸）を編入して改称、市制を施行し習志野市となる。
  - 8月28日 - 一部の地域（旧幕張町北部：天戸、長作の字開有富、字享保の一部を除く大部分）を千葉市に編入。
  - 大字久々田が改称して津田沼となる。
- 1955年（昭和30年）9月30日 - 船橋市習志野町の一部（現東習志野）を編入。
- 1957年（昭和32年）12月1日 - 千葉市幕張町二丁目の一部（現花咲）、長作町の一部（現実籾）を編入。
- 1964年（昭和39年） - 習志野市役所庁舎（旧庁舎）完成。
- 1965年（昭和40年）9月1日 - 千葉市長作町の一部（現実籾）を編入。
- 1966年（昭和41年）12月27日 - 公有水面埋立地（現袖ケ浦）を編入。
- 1967年（昭和42年）3月1日 - 東習志野町字新生の一部を千葉市に編入（現長作町）。千葉市幕張町二丁目の一部（現花咲）を編入。
- 1969年（昭和44年）
  - 3月1日 - 千葉市幕張町二丁目の一部（現屋敷、花咲）、長作町の一部（現実籾）を編入。
  - 10月1日 - 東習志野町字新生の一部を千葉市に編入（現長作町）。
- 1970年（昭和45年）5月1日 - 千葉市幕張町二丁目の一部（現屋敷、花咲）を編入。
- 1971年（昭和46年）5月1日 - 屋敷町の一部を千葉市に編入（現幕張町）。千葉市幕張町二丁目の一部（現花咲、本大久保、花咲）、長作町の一部（現実籾、実籾本郷）を編入。
- 1977年（昭和52年）12月15日 - 公有水面埋立地（現香澄、秋津、茜浜、芝園）を編入。
- 1980年（昭和55年）8月5日 - 公有水面埋立地（現芝園）を編入。
- 1981年（昭和56年）5月1日 - 谷津7丁目の一部を船橋市に編入（現前原西）。
- 1989年（平成元年）2月17日 - 公有水面埋立地（現香澄）を編入。
- 1992年（平成4年）3月3日 - 公有水面埋立地（現袖ケ浦）を編入。現在の市域となる。
- 1994年（平成6年）7月31日 - 市制40周年を記念して、第1回市民まつり「習志野きらっと’94」が開催される。
- 2017年（平成29年）4月30日 - 新市庁舎（2代）が竣工。
- 2020年（令和2年) 7月2日 - 隕石が落下した（習志野隕石）。
- 2021年（令和3年）3月 - 新消防本部庁舎（3代）が竣工。

## 人口
平成27年国勢調査より前回調査からの人口増減をみると、2.05%増の167,909人であり、増減率は千葉県下54市町村中8位、60行政区域中10位。
| |                                          |  |
| 習志野市と全国の年齢別人口分布（2005年） | 習志野市の年齢・男女別人口分布（2005年） |  |
| ■紫色 ― 習志野市 ■緑色 ― 日本全国 | ■青色 ― 男性 ■赤色 ― 女性                |  |
| 習志野市（に相当する地域）の人口の推移 \| 1970年（昭和45年） \| 99,955人 \| \| \| 1975年（昭和50年） \| 117,852人 \| \| \| 1980年（昭和55年） \| 125,155人 \| \| \| 1985年（昭和60年） \| 136,365人 \| \| \| 1990年（平成2年） \| 151,471人 \| \| \| 1995年（平成7年） \| 152,887人 \| \| \| 2000年（平成12年） \| 154,036人 \| \| \| 2005年（平成17年） \| 158,785人 \| \| \| 2010年（平成22年） \| 164,530人 \| \| \| 2015年（平成27年） \| 167,909人 \| \| \| 2020年（令和2年） \| 176,197人 \| \| |                                          |  |
| 総務省統計局 国勢調査より |                                          |  |
| 1970年（昭和45年） | 99,955人                                 |  |
| 1975年（昭和50年） | 117,852人                                |  |
| 1980年（昭和55年） | 125,155人                                |  |
| 1985年（昭和60年） | 136,365人                                |  |
| 1990年（平成2年） | 151,471人                                |  |
| 1995年（平成7年） | 152,887人                                |  |
| 2000年（平成12年） | 154,036人                                |  |
| 2005年（平成17年） | 158,785人                                |  |
| 2010年（平成22年） | 164,530人                                |  |
| 2015年（平成27年） | 167,909人                                |  |
| 2020年（令和2年） | 176,197人                                |  |

## 町名
習志野市では、ほとんどの区域で住居表示に関する法律に基づく住居表示が実施されている。出典
| 町名           | 町名の読み     | 町区域新設年月日 | 住居表示実施年月日 | 住居表示実施前の町名等                  | 備考                             |
| -------------- | -------------- | ---------------- | ------------------ | --------------------------------------- | -------------------------------- |
| 茜浜一丁目     | あかねはま     | 1977年4月1日     | 1982年10月1日      |                                         |                                  |
| 茜浜二丁目     | あかねはま     | 1977年4月1日     | 1982年10月1日      |                                         |                                  |
| 茜浜三丁目     | あかねはま     | 1977年4月1日     | 1982年10月1日      |                                         |                                  |
| 秋津一丁目     | あきつ         | 1977年4月1日     | 1980年3月1日       |                                         |                                  |
| 秋津二丁目     | あきつ         | 1977年4月1日     | 1980年3月1日       |                                         |                                  |
| 秋津三丁目     | あきつ         | 1977年4月1日     | 1980年3月1日       |                                         |                                  |
| 秋津四丁目     | あきつ         | 1977年4月1日     | 1981年3月1日       |                                         |                                  |
| 秋津五丁目     | あきつ         | 1977年4月1日     | 1981年3月1日       |                                         |                                  |
| 泉町一丁目     | いずみちょう   | 年月日           | 1967年10月1日      |                                         |                                  |
| 泉町二丁目     | いずみちょう   | 年月日           | 1967年10月1日      |                                         |                                  |
| 泉町三丁目     | いずみちょう   | 年月日           | 1967年10月1日      |                                         |                                  |
| 大久保一丁目   | おおくぼ       | 年月日           | 1967年10月1日      |                                         |                                  |
| 大久保二丁目   | おおくぼ       | 年月日           | 1967年10月1日      |                                         | 一部地域は1969年1月1日実施       |
| 大久保三丁目   | おおくぼ       | 年月日           | 1967年10月1日      |                                         |                                  |
| 大久保四丁目   | おおくぼ       | 年月日           | 1967年10月1日      |                                         |                                  |
| 香澄一丁目     | かすみ         | 年月日           | 1981年3月1日       |                                         |                                  |
| 香澄二丁目     | かすみ         | 年月日           | 1981年3月1日       |                                         |                                  |
| 香澄三丁目     | かすみ         | 年月日           | 1981年3月1日       |                                         |                                  |
| 香澄四丁目     | かすみ         | 年月日           | 1981年3月1日       |                                         |                                  |
| 香澄五丁目     | かすみ         | 年月日           | 1981年3月1日       |                                         |                                  |
| 香澄六丁目     | かすみ         | 年月日           | 1981年3月1日       |                                         |                                  |
| 奏の杜一丁目   | かなでのもり   | 2013年2月1日     | 2013年2月1日       | 谷津一・六・七丁目の各一部              |                                  |
| 奏の杜二丁目   | かなでのもり   | 2013年2月1日     | 2013年2月1日       | 谷津一・六・七丁目の各一部              |                                  |
| 奏の杜三丁目   | かなでのもり   | 2013年2月1日     | 2013年2月1日       | 谷津一・六・七丁目の各一部              |                                  |
| 鷺沼台一丁目   | さぎぬまだい   | 年月日           | 1970年7月1日       |                                         |                                  |
| 鷺沼台二丁目   | さぎぬまだい   | 年月日           | 1970年7月1日       |                                         |                                  |
| 鷺沼台三丁目   | さぎぬまだい   | 年月日           | 1970年7月1日       |                                         |                                  |
| 鷺沼台四丁目   | さぎぬまだい   | 年月日           | 1970年7月1日       |                                         |                                  |
| 鷺沼一丁目     | さぎぬま       | 年月日           | 1965年7月1日       |                                         |                                  |
| 鷺沼二丁目     | さぎぬま       | 年月日           | 1965年7月1日       |                                         |                                  |
| 鷺沼三丁目     | さぎぬま       | 年月日           | 1965年7月1日       |                                         |                                  |
| 鷺沼四丁目     | さぎぬま       | 年月日           | 1965年7月1日       |                                         |                                  |
| 鷺沼五丁目     | さぎぬま       | 年月日           | 1965年7月1日       |                                         |                                  |
| 芝園一丁目     | しばぞの       | 年月日           | 1982年10月1日      |                                         |                                  |
| 芝園二丁目     | しばぞの       | 年月日           | 1982年10月1日      |                                         |                                  |
| 芝園三丁目     | しばぞの       | 年月日           | 1982年10月1日      |                                         |                                  |
| 新栄一丁目     | しんえい       | 年月日           | 1967年10月1日      |                                         |                                  |
| 新栄二丁目     | しんえい       | 年月日           | 1967年10月1日      |                                         |                                  |
| 袖ケ浦一丁目   | そでがうら     | 年月日           | 1967年11月1日      |                                         |                                  |
| 袖ケ浦二丁目   | そでがうら     | 年月日           | 1967年4月1日       |                                         |                                  |
| 袖ケ浦三丁目   | そでがうら     | 年月日           | 1967年4月1日       |                                         |                                  |
| 袖ケ浦四丁目   | そでがうら     | 年月日           | 1967年11月1日      |                                         |                                  |
| 袖ケ浦五丁目   | そでがうら     | 年月日           | 1967年11月1日      |                                         |                                  |
| 袖ケ浦六丁目   | そでがうら     | 年月日           | 1967年11月1日      |                                         |                                  |
| 津田沼一丁目   | つだぬま       | 年月日           | 1988年7月1日       |                                         |                                  |
| 津田沼二丁目   | つだぬま       | 年月日           | 1977年2月1日       |                                         |                                  |
| 津田沼三丁目   | つだぬま       | 年月日           | 1977年2月1日       |                                         |                                  |
| 津田沼四丁目   | つだぬま       | 年月日           | 1977年2月1日       |                                         |                                  |
| 津田沼五丁目   | つだぬま       | 年月日           | 1977年2月1日       |                                         |                                  |
| 津田沼六丁目   | つだぬま       | 年月日           | 1977年2月1日       |                                         |                                  |
| 津田沼七丁目   | つだぬま       | 年月日           | 1977年2月1日       |                                         |                                  |
| 花咲一丁目     | はなさき       | 年月日           | 1968年7月1日       |                                         |                                  |
| 花咲二丁目     | はなさき       | 年月日           | 1968年7月1日       |                                         |                                  |
| 東習志野一丁目 | ひがしならしの | 年月日           | 1973年7月1日       |                                         |                                  |
| 東習志野二丁目 | ひがしならしの | 年月日           | 1973年7月1日       |                                         |                                  |
| 東習志野三丁目 | ひがしならしの | 年月日           | 1973年7月1日       |                                         |                                  |
| 東習志野四丁目 | ひがしならしの | 年月日           | 1973年7月1日       |                                         |                                  |
| 東習志野五丁目 | ひがしならしの | 年月日           | 1973年7月1日       |                                         |                                  |
| 東習志野六丁目 | ひがしならしの | 年月日           | 1973年7月1日       |                                         |                                  |
| 東習志野七丁目 | ひがしならしの | 年月日           | 1973年7月1日       |                                         |                                  |
| 東習志野八丁目 | ひがしならしの | 年月日           | 1973年7月1日       |                                         |                                  |
| 藤崎一丁目     | ふじさき       | 年月日           | 1970年7月1日       |                                         |                                  |
| 藤崎二丁目     | ふじさき       | 年月日           | 1970年7月1日       |                                         |                                  |
| 藤崎三丁目     | ふじさき       | 年月日           | 1970年7月1日       |                                         |                                  |
| 藤崎四丁目     | ふじさき       | 年月日           | 1970年7月1日       |                                         |                                  |
| 藤崎五丁目     | ふじさき       | 年月日           | 1970年7月1日       |                                         |                                  |
| 藤崎六丁目     | ふじさき       | 年月日           | 1970年7月1日       |                                         |                                  |
| 藤崎七丁目     | ふじさき       | 年月日           | 1970年7月1日       |                                         |                                  |
| 実籾本郷       | みもみほんごう | 2001年2月1日     | 2001年2月1日       | 実籾町本郷、実籾町三丁目の一部          |                                  |
| 実籾一丁目     | みもみ         | 年月日           | 2001年2月1日       | 実籾町一〜四丁目 （三丁目は一部を除く） |                                  |
| 実籾二丁目     | みもみ         | 年月日           | 2001年2月1日       | 実籾町一〜四丁目 （三丁目は一部を除く） |                                  |
| 実籾三丁目     | みもみ         | 年月日           | 2001年2月1日       | 実籾町一〜四丁目 （三丁目は一部を除く） |                                  |
| 実籾四丁目     | みもみ         | 年月日           | 2001年2月1日       | 実籾町一〜四丁目 （三丁目は一部を除く） |                                  |
| 実籾五丁目     | みもみ         | 年月日           | 2001年2月1日       | 実籾町一〜四丁目 （三丁目は一部を除く） |                                  |
| 実籾六丁目     | みもみ         | 年月日           | 2001年2月1日       | 実籾町一〜四丁目 （三丁目は一部を除く） |                                  |
| 本大久保一丁目 | もとおおくぼ   | 年月日           | 1968年7月1日       |                                         | 一部地域は1970年7月1日実施       |
| 本大久保二丁目 | もとおおくぼ   | 年月日           | 1968年7月1日       |                                         |                                  |
| 本大久保三丁目 | もとおおくぼ   | 年月日           | 1968年7月1日       |                                         |                                  |
| 本大久保四丁目 | もとおおくぼ   | 年月日           | 1968年7月1日       |                                         |                                  |
| 本大久保五丁目 | もとおおくぼ   | 年月日           | 1968年7月1日       |                                         |                                  |
| 屋敷一丁目     | やしき         | 年月日           | 1972年2月1日       |                                         |                                  |
| 屋敷二丁目     | やしき         | 年月日           | 1972年2月1日       |                                         |                                  |
| 屋敷三丁目     | やしき         | 年月日           | 1972年2月1日       |                                         |                                  |
| 屋敷四丁目     | やしき         | 年月日           | 1972年2月1日       |                                         |                                  |
| 屋敷五丁目     | やしき         | 年月日           | 1972年2月1日       |                                         |                                  |
| 谷津町一丁目   | やつちょう     | 年月日           | 年月日             |                                         | 住居表示未実施                   |
| 谷津町四丁目   | やつちょう     | 年月日           | 年月日             |                                         | 住居表示未実施                   |
| 谷津一丁目     | やつ           | 年月日           | 1977年2月1日       |                                         | 一部の地域は分割し、奏の杜に変更 |
| 谷津二丁目     | やつ           | 年月日           | 1977年2月1日       |                                         |                                  |
| 谷津三丁目     | やつ           | 年月日           | 1977年2月1日       |                                         |                                  |
| 谷津四丁目     | やつ           | 年月日           | 1977年2月1日       |                                         |                                  |
| 谷津五丁目     | やつ           | 年月日           | 1977年2月1日       |                                         |                                  |
| 谷津六丁目     | やつ           | 年月日           | 1977年2月1日       |                                         | 一部の地域は分割し、奏の杜に変更 |
| 谷津七丁目     | やつ           | 年月日           | 1977年2月1日       |                                         | 一部の地域は分割し、奏の杜に変更 |

## 行政

### 市長
- 市長：宮本泰介（2011年（平成23年）4月27日就任、4期目）

歴代市長
- 初代 白鳥義三郎：1954年（昭和29年）-1963年（昭和38年）
- 2代 大塚軍記：1963年（昭和38年）-1967年（昭和42年）
- 3代 吉野孝 :1967年（昭和42年）-1983年（昭和58年）
- 4代 三上文一：1983年（昭和58年）4月-1991年（平成3年）4月
- 5代 荒木勇：1991年（平成3年）4月-2011年（平成23年）4月
- 6代 宮本泰介：2011年（平成23年）4月-（現職）

## 議会

### 千葉県議会
2023年千葉県議会議員選挙
- 選挙区：習志野市選挙区
- 定数：2人
- 投票日：2023年4月9日
- 当日有権者数：141,772人
- 投票率：41.31％

| 候補者名   | 当落 | 年齢 | 所属党派   | 新旧別 | 得票数   |
| ---------- | ---- | ---- | ---------- | ------ | -------- |
| 鈴木均     | 当   | 59   | 立憲民主党 | 元     | 20,328票 |
| 伊藤寛     | 当   | 47   | 自由民主党 | 現     | 19,098票 |
| 佐藤健二郎 | 落   | 47   | 自由民主党 | 現     | 18,076票 |

2019年千葉県議会議員選挙
- 選挙区：習志野市選挙区
- 定数：2人
- 投票日：2019年4月7日
- 当日有権者数：139,472人
- 投票率：39.53％

| 候補者名   | 当落 | 年齢 | 所属党派   | 新旧別 | 得票数   |
| ---------- | ---- | ---- | ---------- | ------ | -------- |
| 伊藤寛     | 当   | 43   | 無所属     | 新     | 19,809票 |
| 佐藤健二郎 | 当   | 43   | 自由民主党 | 新     | 18,305票 |
| 鈴木均     | 落   | 55   | 立憲民主党 | 現     | 16,078票 |

### 衆議院
- 選挙区：千葉2区（千葉市花見川区、習志野市、八千代市）
- 任期：2021年10月31日 - 2025年10月30日
- 当日有権者数：465,009人
- 投票率：54.65%

| 当落 | 候補者名 | 年齢 | 所属党派   | 新旧別 | 得票数    | 重複 |
| ---- | -------- | ---- | ---------- | ------ | --------- | ---- |
| 当   | 小林鷹之 | 46   | 自由民主党 | 前     | 153,017票 | ○    |
|      | 黒田雄   | 62   | 立憲民主党 | 元     | 69,583票  | ○    |
|      | 寺尾賢   | 45   | 日本共産党 | 新     | 24,052票  | ○    |

## 経済

### 産業
農業
住宅化が進み、農地は減って来ているが、近郊農業は行われている。主な産物はニンジンやネギなどで、菊田川・浜田川上流域において水田が僅かに存在する。
工業
東習志野にいくつか大きな工場がある。千葉港から広がる京葉工業地域には、重化学工業が発達している。
習志野市は当初、内陸部・東習志野の旧陸軍習志野演習場を解放した開拓地を、農地法による売買制限解除前に買い上げ、工業団地を造成して日立製作所（現在の日立産機システム）などの大工場を誘致した。沿岸部では第二次埋立の行われた1970年代に公害が大きな社会問題となったこともあって大工場の誘致は行わず、埋め立て完了後、茜浜に中小工場による工業団地を造成した。また、鷺沼で天然ガスの採掘が行われていたが、現在は休止中である。
商業
習志野の陸軍施設の玄関口として総武線津田沼駅北口には戦前から駅前商店街が形成されたが、それらの多くは船橋市（旧二宮町）に属する。津田沼駅北口・南口の再開発事業によって大型商業施設が集積する1970年代後半までは京成電鉄の谷津遊園（現・谷津）・京成津田沼・京成大久保・実籾の各駅周辺に駅前商店街が形成される以外に目立った商業施設は無かった。その中で谷津遊園に続く谷津遊園駅南口と、大久保の陸軍施設（戦後は国立病院および大学）に続く京成大久保駅北口の商店街は早くから発展し、市内で最も賑わう繁華街であった。
1970年代後半、千葉県立千葉工業高等学校と習志野第一中学校といった駅周辺に大きな面積を占めていた学校施設の移転後に再開発事業の行われた津田沼駅周辺では、隣接する船橋市域に跨って長崎屋やパルコ、イトーヨーカドー、丸井（以上北口）、髙島屋、ダイエー（以上南口）などの大型店が相次いで進出し、新京成電鉄沿線の船橋市東部も含めた膨大な居住人口を背景に津田沼戦争と呼ばれる激しい競争が展開した。これらの大型店のうち長崎屋、高島屋は1980年代に、ダイエーが2005年（平成17年）末に、丸井が2007年（平成19年）に撤退しているが、2003年（平成15年）10月4日にイオン株式会社がイオン津田沼ショッピングセンター（現在のイオンモール津田沼）をオープン、2007年（平成19年）11月9日にファーストリテイリングがユニクロを核店舗としたミーナ津田沼を丸井撤退後の店舗にオープンさせ、更に2008年（平成20年）にはダイエー撤退後の津田沼サンペデックビルがモリシア津田沼と名称を変え（核店舗はイオンモリシア津田沼店であったが後々ダイエーモリシア津田沼店として再出店）、ヤマダデンキLABI津田沼店ほか多数テナントをオープンさせた。また、奏の杜地区の再開発が行われ、奏の杜フォルテなど大型店舗が新たにオープンしている。モリシア津田沼は2025年3月31日をもって再開発計画の影響により閉館した。
2000年代に入って、造成の遅れていた京葉線新習志野駅南側に郊外型大型商業施設が進出した。これに対してかつては団地住民の日常の買い物で賑わった袖ヶ浦団地内のショッピングセンターは、苦戦を強いられながらも比較的健闘していたが秋津団地のショッピングセンターは撤退に至り、跡地はマンションやセブン-イレブンになった。

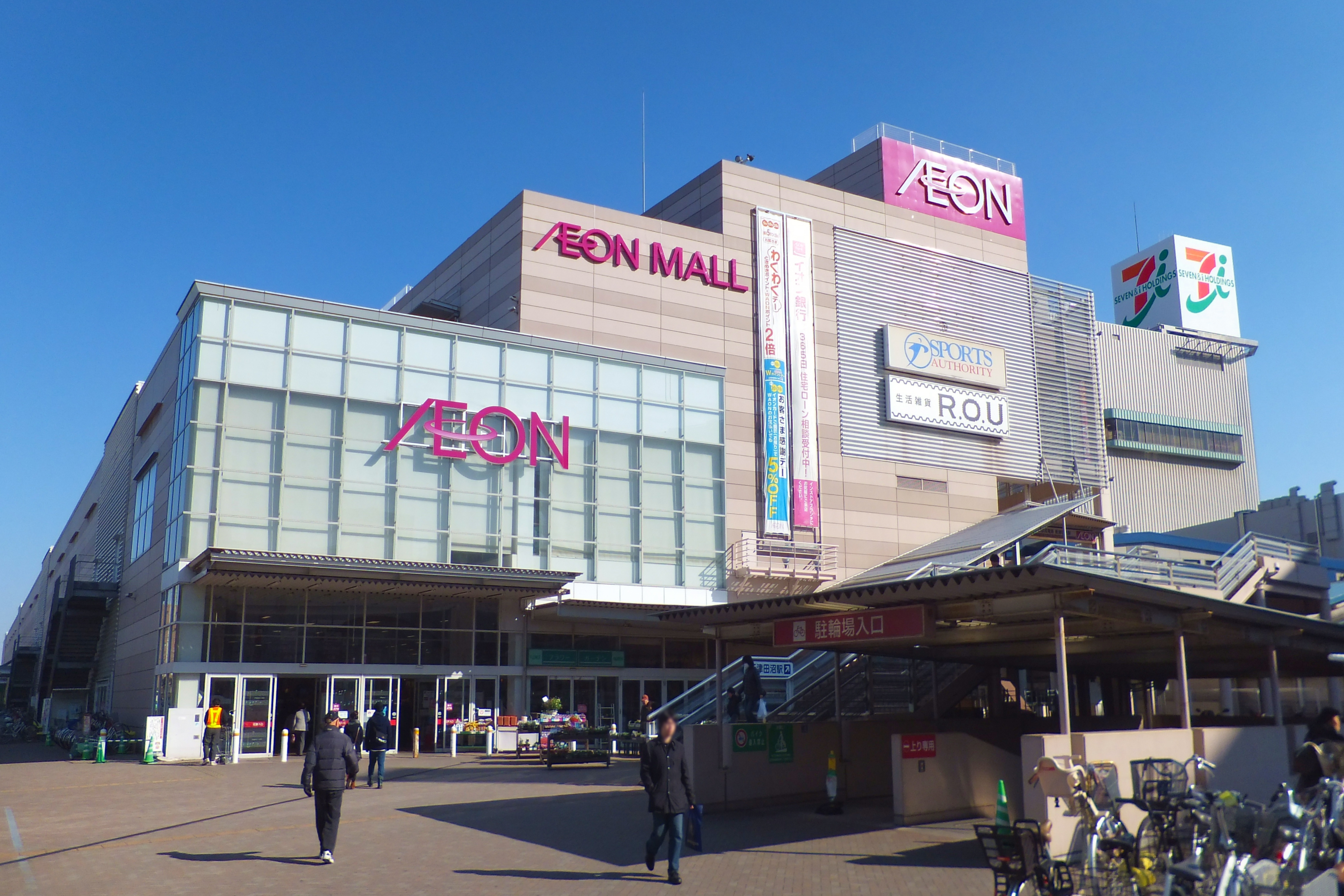
イオンモール津田沼

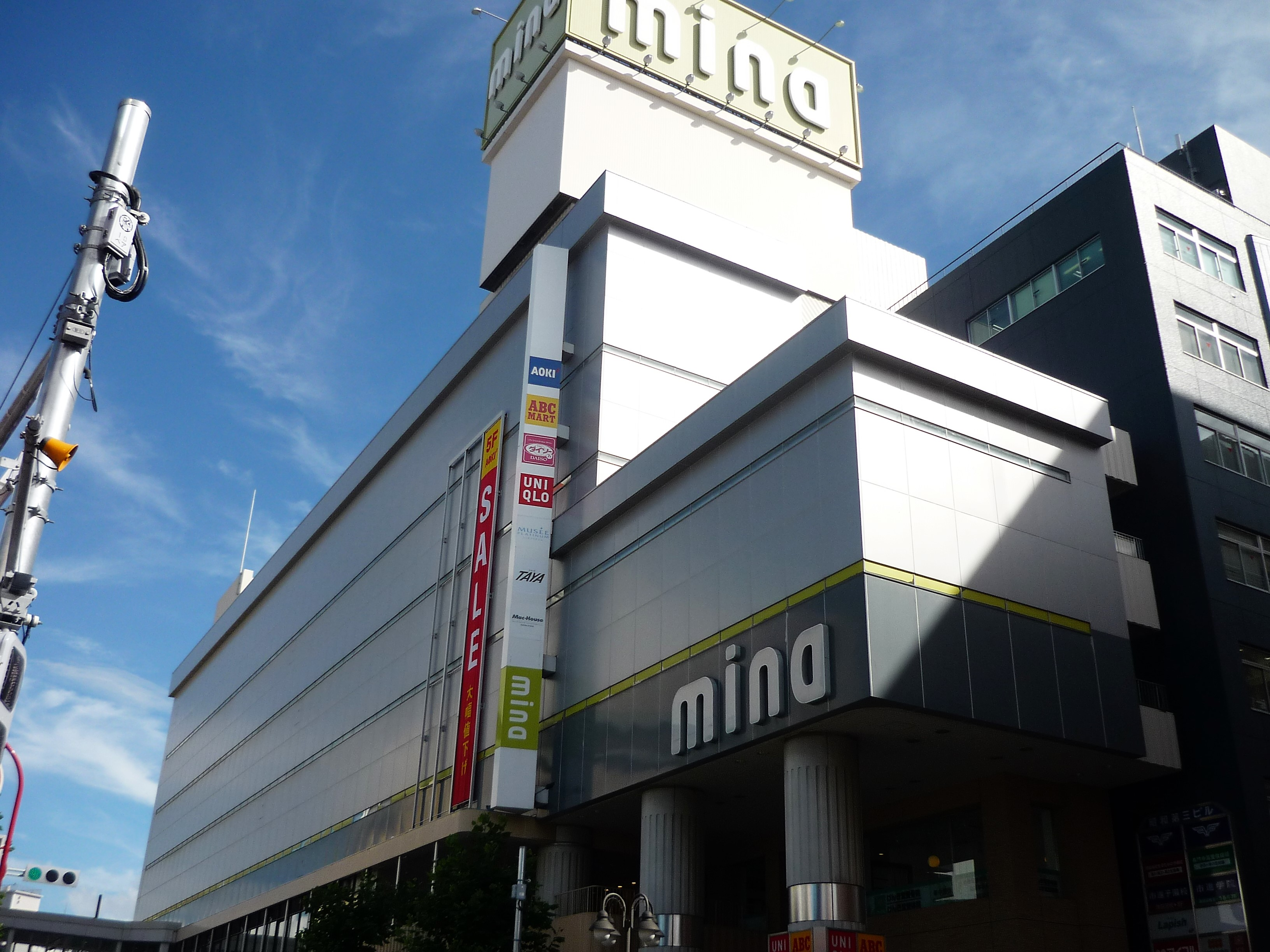
ミーナ津田沼

主な商業施設
- イオンモール津田沼
- ミーナ津田沼
- Loharu津田沼
- 奏の杜フォルテ（forte）
- ペリエ津田沼 (Perie）
- ユザワヤ 津田沼店
- ミスターマックス 新習志野店
- イオンタウン東習志野

主な宿泊施設
- 東横イン津田沼
- ホテルメッツ津田沼

#### 本社・本店を構える企業
- 非上場
  - アクセス
  - 京成自動車整備
  - 染谷家具店
  - 大栄車輌
  - 大平洋機工
  - 大和商事
  - ミヤコシ

## 姉妹都市・提携都市
日本国内
 京田辺市（京都府）
- 2013年（平成25年）、京都府京田辺市と災害時相互応援協定を締結した。

日本国外
- タスカルーサ市（アメリカ合衆国アラバマ州）
  - 1986年4月26日タスカルーサ市長他24名の代表団を迎えて姉妹都市提携に関する協定書に調印した。なお、隣の千葉市にある千葉大学はタスカルーサ市内のアラバマ大学と姉妹校の関係にある。ホームステイなどの活動を行っている。

## 地域

### 地区
住宅団地
- 香澄団地
- 秋津住宅公団海浜団地
- 袖ヶ浦団地
- 谷津パークタウン
- 大久保団地（本大久保、賃貸224 1957年（昭和32年））
- 谷津遊園ハイツ
- 海浜谷津団地
- 公務員住宅(泉町)
- 平和住宅

郵便局
- 習志野郵便局（ゆうちょ銀行 習志野店）（05107）
- 習志野津田沼郵便局（05108）
- 習志野谷津郵便局（05347）
- 習志野大久保郵便局（05366）
- 習志野実籾郵便局（05370）
- 習志野袖ヶ浦郵便局（05403）
- 習志野藤崎郵便局（05411）
- 東習志野郵便局（05474）
- 習志野鷺沼台郵便局（05490）
- 津田沼南口郵便局（05549）
- 習志野秋津郵便局（05562）
- 習志野屋敷郵便局（05579）
- 習志野さぎ沼一郵便局（05596）
- 習志野大久保東郵便局（05696）

郵便番号は以下が該当する。1集配局が集配を担当する。
- 習志野郵便局：「275-00xx」

### 医療
二次医療圏（二次保健医療圏）としては東葛南部医療圏（管轄区域：葛南地域および鎌ヶ谷市）である。三次医療圏は千葉県医療圏（管轄区域：千葉県全域）。
医療提供施設は特筆性の高いもののみを記載する。
- 一次医療圏（市内）
  - 緊急指定病院
    - 千葉県済生会習志野病院（災害拠点病院[10]）
    - 津田沼中央総合病院
    - 習志野第一病院
    - 谷津保健病院

  - 東京湾岸リハビリテーション病院
  - 三橋病院
- 二次医療圏
  - 東京女子医科大学八千代医療センター（八千代市、災害拠点病院・救命救急センター）
  - 船橋市立医療センター（船橋市、災害拠点病院・救命救急センター）
  - 順天堂大学医学部附属浦安病院（浦安市、災害拠点病院・救命救急センター）
  - 東京ベイ・浦安市川医療センター（浦安市、災害拠点病院・救急基幹センター）
  - 東京歯科大学市川総合病院（市川市、災害拠点病院）

### 教育

#### 大学

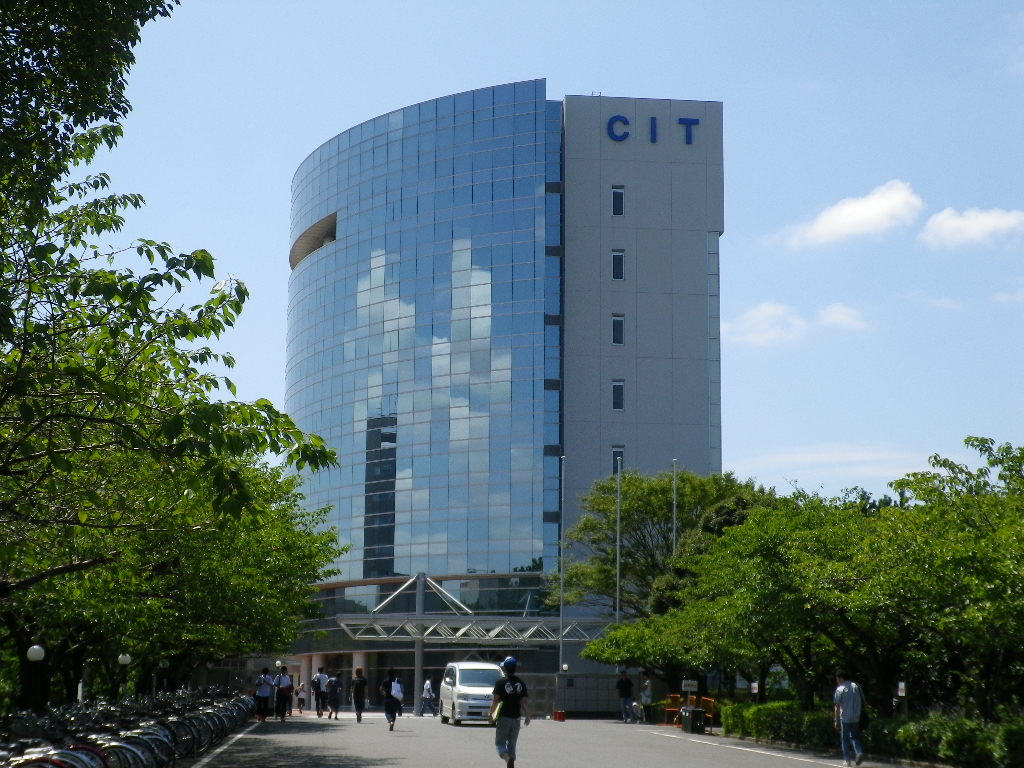
千葉工業大学（新習志野キャンパス）

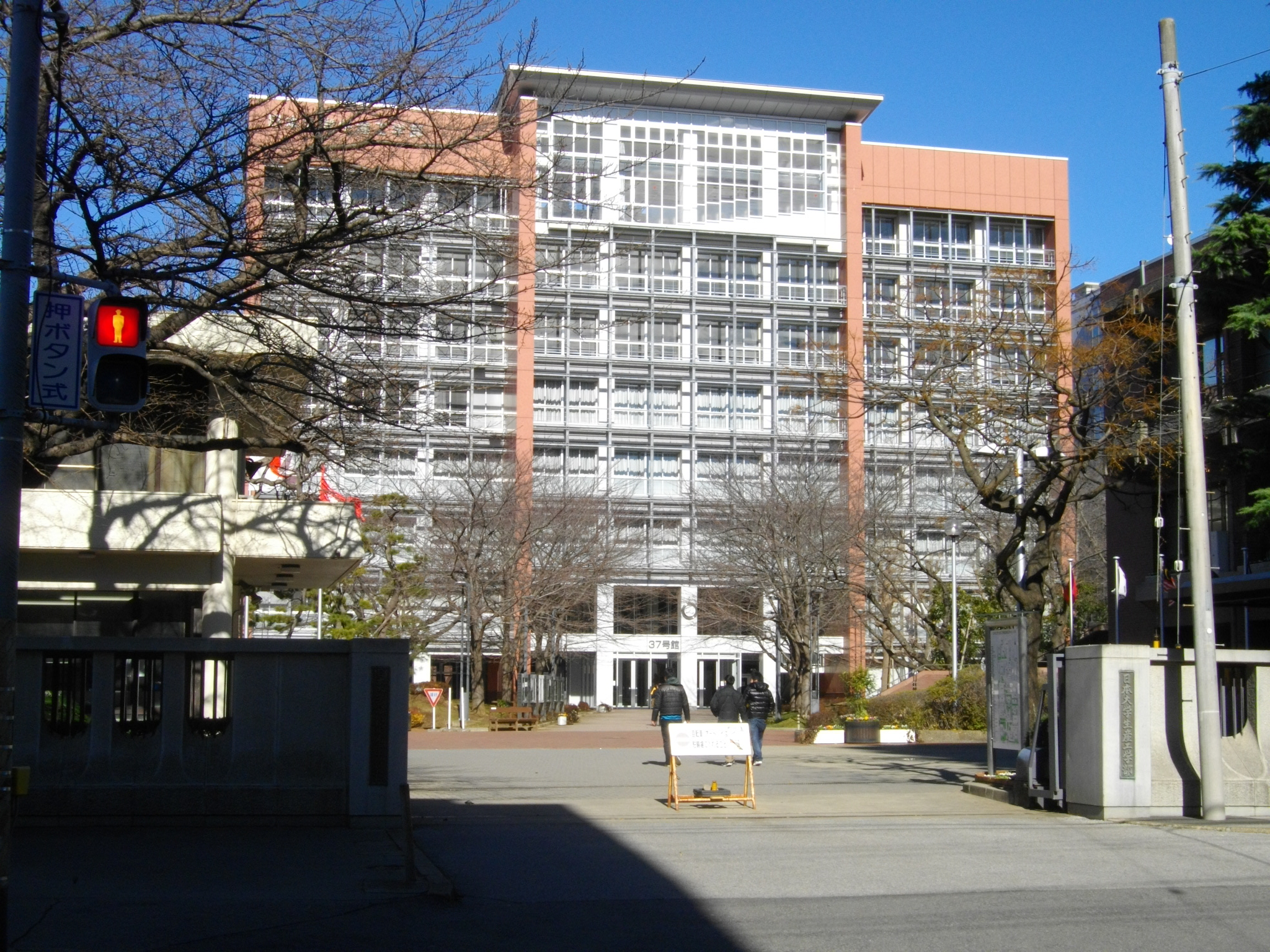
日本大学（津田沼キャンパス）

- 千葉工業大学（津田沼キャンパス本部・新習志野キャンパス）
  - 未来ロボット技術研究センター
  - 惑星探査研究センター
- 日本大学（津田沼キャンパス[11]・実籾キャンパス[12]）

- 以下、過去に所在した大学関係施設
  - 巣鴨経済専門学校（現在の千葉商科大学、1945年 - 1946年）
  - 東洋高等学校 (旧制)（現在の東洋学園大学、1947年 - 1950年）
  - 順天堂大学習志野キャンパス（1947年 - 1988年）
  - 千葉大学腐敗研究所（1949年 - 1987年）

※ 東邦大学習志野キャンパスは市境沿いの船橋市に所在。

#### 専門学校
- 大原簿記公務員医療情報ビジネス専門学校（津田沼校）

#### 高等学校

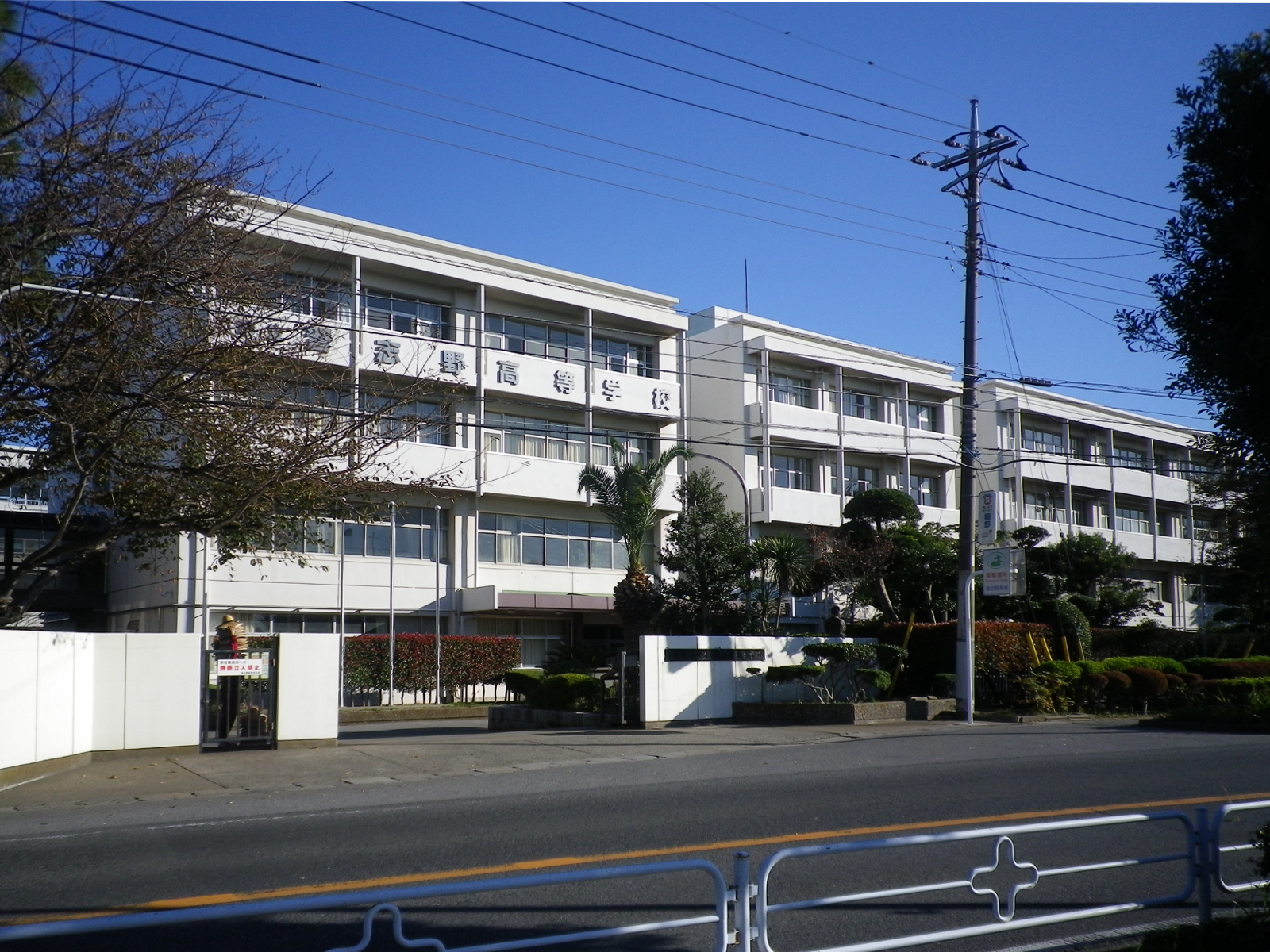
習志野市立習志野高等学校

- 習志野市立習志野高等学校
- 千葉県立津田沼高等学校
- 千葉県立実籾高等学校
- 東邦大学付属東邦高等学校

#### 中学校
- 習志野市立第一中学校
- 習志野市立第二中学校
- 習志野市立第三中学校
- 習志野市立第四中学校
- 習志野市立第五中学校
- 習志野市立第六中学校
- 習志野市立第七中学校
- 東邦大学付属東邦中学校

#### 小学校
- 習志野市立津田沼小学校
- 習志野市立大久保小学校
- 習志野市立谷津小学校
- 習志野市立鷺沼小学校
- 習志野市立実籾小学校
- 習志野市立大久保東小学校
- 習志野市立袖ケ浦西小学校
- 習志野市立東習志野小学校
- 習志野市立袖ケ浦東小学校
- 習志野市立屋敷小学校
- 習志野市立藤崎小学校
- 習志野市立実花小学校
- 習志野市立向山小学校
- 習志野市立秋津小学校
- 習志野市立香澄小学校
- 習志野市立谷津南小学校

#### 幼稚園
市立
- 習志野市立東習志野こども園（2004年4月開設）
- 習志野市立杉の子こども園（2012年4月に開設）
- 習志野市立袖ケ浦こども園（2014年9月開設）
- 習志野市立つくし幼稚園
- 習志野市立谷津幼稚園
- 習志野市立津田沼幼稚園
- 習志野市立屋敷幼稚園
- 習志野市立藤崎幼稚園
- 習志野市立大久保東幼稚園
- 習志野市立向山幼稚園
- 習志野市立新栄幼稚園
- 習志野市立秋津幼稚園
- 習志野市立香澄幼稚園
- 習志野市立実花幼稚園

※ 統合
- 習志野市立袖ケ浦東幼稚園（袖ケ浦こども園に吸収合併）
- 習志野市立袖ケ浦西幼稚園（袖ケ浦こども園に吸収合併）

私立
- 第一くるみ幼稚園
- 青葉幼稚園
- 習志野みのり幼稚園
- みもみ幼稚園
- ホーリネス幼稚園

認可外保育園
- やひろ学園

### スポーツ
- 阿武松部屋 - 日本相撲協会所属で二所ノ関一門の相撲部屋。
- オービックシーガルズ - Xリーグに所属するアメリカンフットボールの社会人クラブチーム。
- 住友金属スパークス

スポーツ施設
- 習志野市秋津球場 - 2018年には第16回世界女子ソフトボール選手権が開催された。
- 習志野市秋津サッカー場
- 千葉県国際総合水泳場 - 2007年にはインターナショナル・スイム・ミート2007が開催された。
- オービック習志野グラウンド（茜浜） - 市内の教育イベントに参加するなど、地元密着の姿勢を打ち出している

公営競技
- ボートピア習志野
- 船橋競馬場（一部施設が市内に跨る） - 習志野きらっとスプリントは習志野の名を冠する重賞（南関東SII）競走

## 交通

### 鉄道

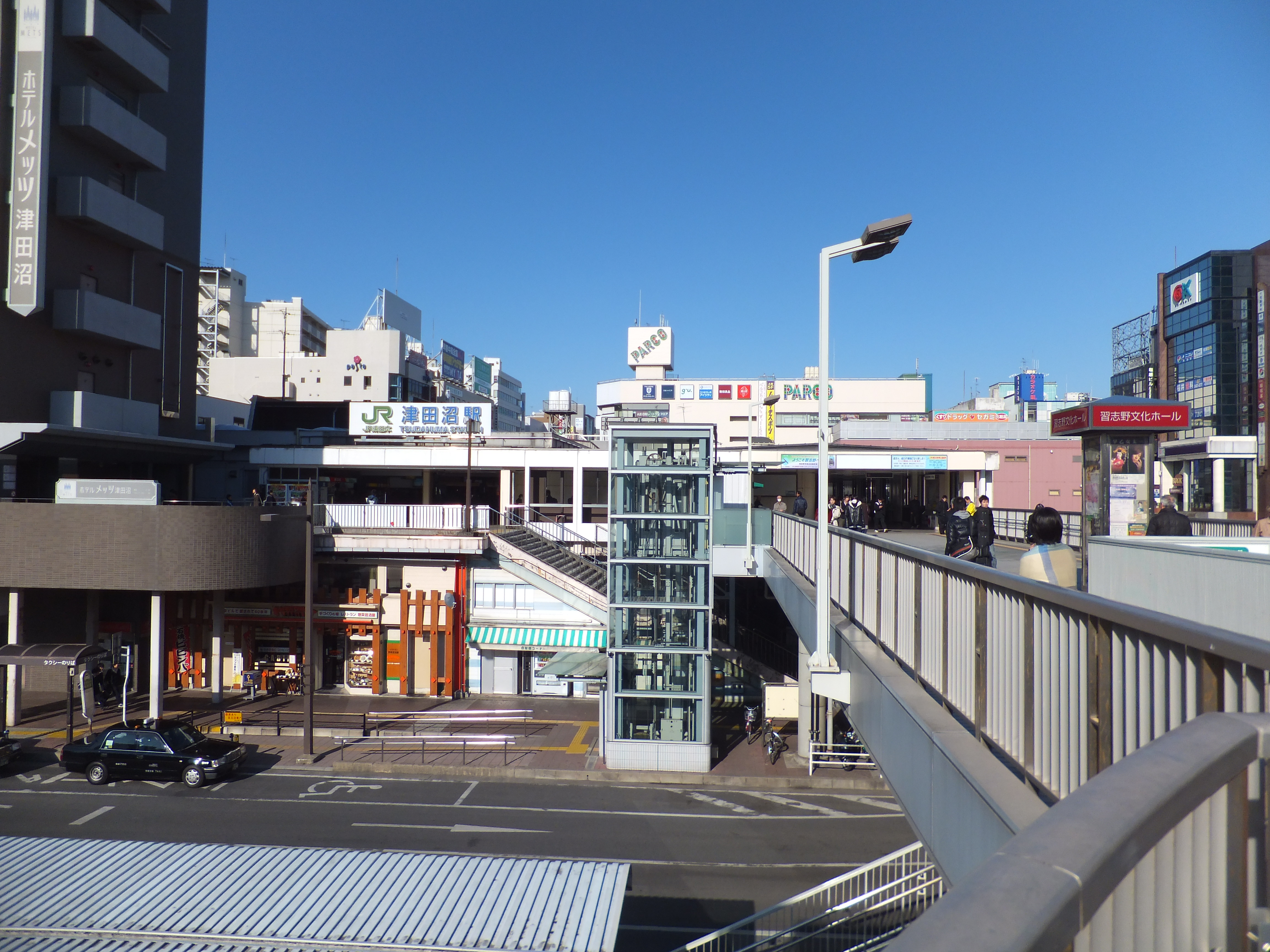
津田沼駅（JR東日本）

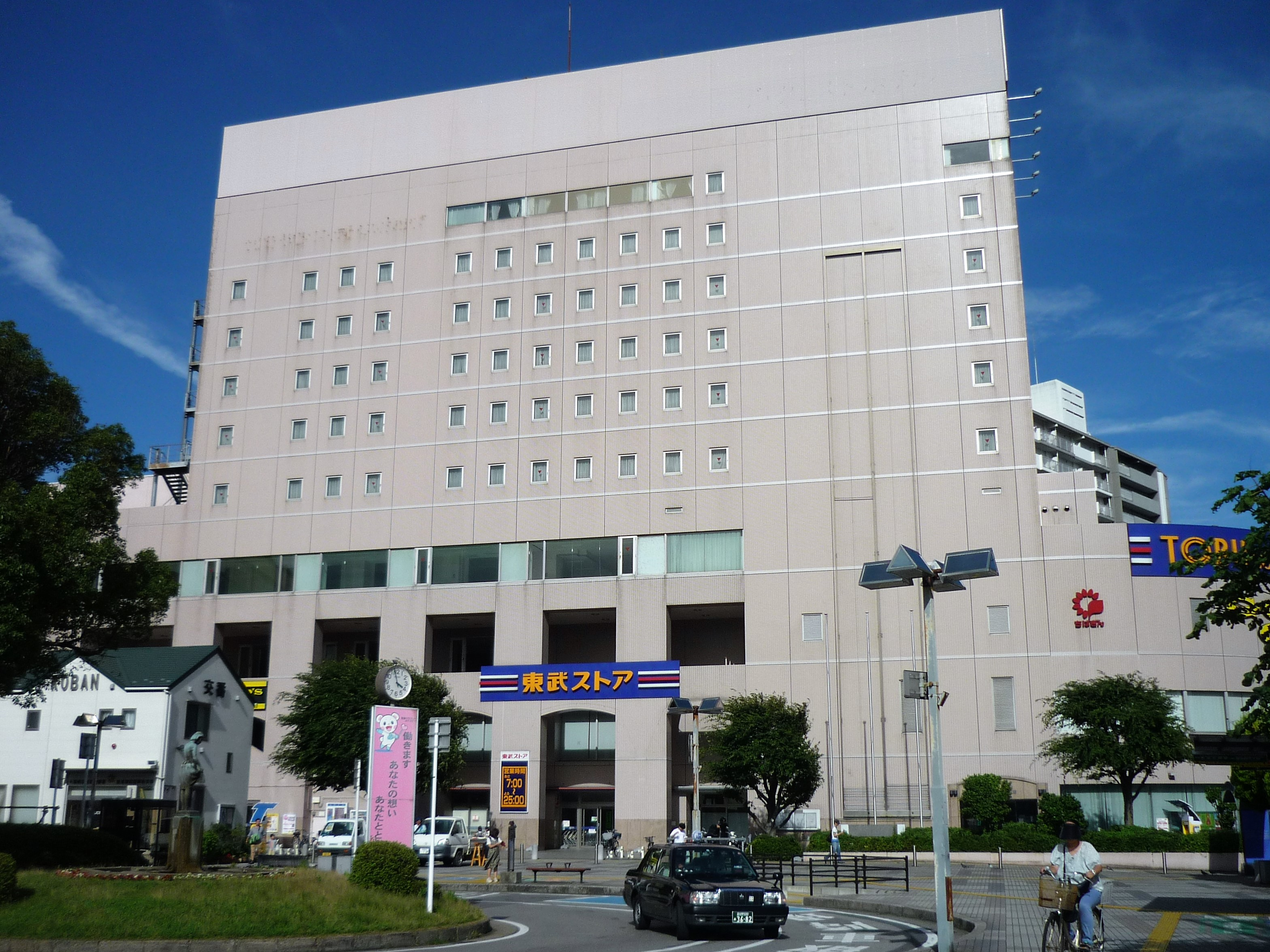
京成津田沼駅（京成電鉄）

東日本旅客鉄道（JR東日本）
 総武線各駅停車・ 総武快速線
- - 津田沼駅 -

 京葉線
- - 新習志野駅 -

京成電鉄
 本線
- - 谷津駅 - 京成津田沼駅 - 京成大久保駅 - 実籾駅 -

 千葉線
- - 京成津田沼駅 -

 松戸線
- - 新津田沼駅 - 京成津田沼駅

市役所の最寄り駅は京成津田沼駅である。なお、京成松戸線の習志野駅及び北習志野駅は、習志野市ではなく船橋市に所在する。

### かつて存在した鉄道路線
京成電気軌道
- 谷津支線（1934年6月22日廃止）
  - 谷津遊園地駅

### バス

#### 路線バス

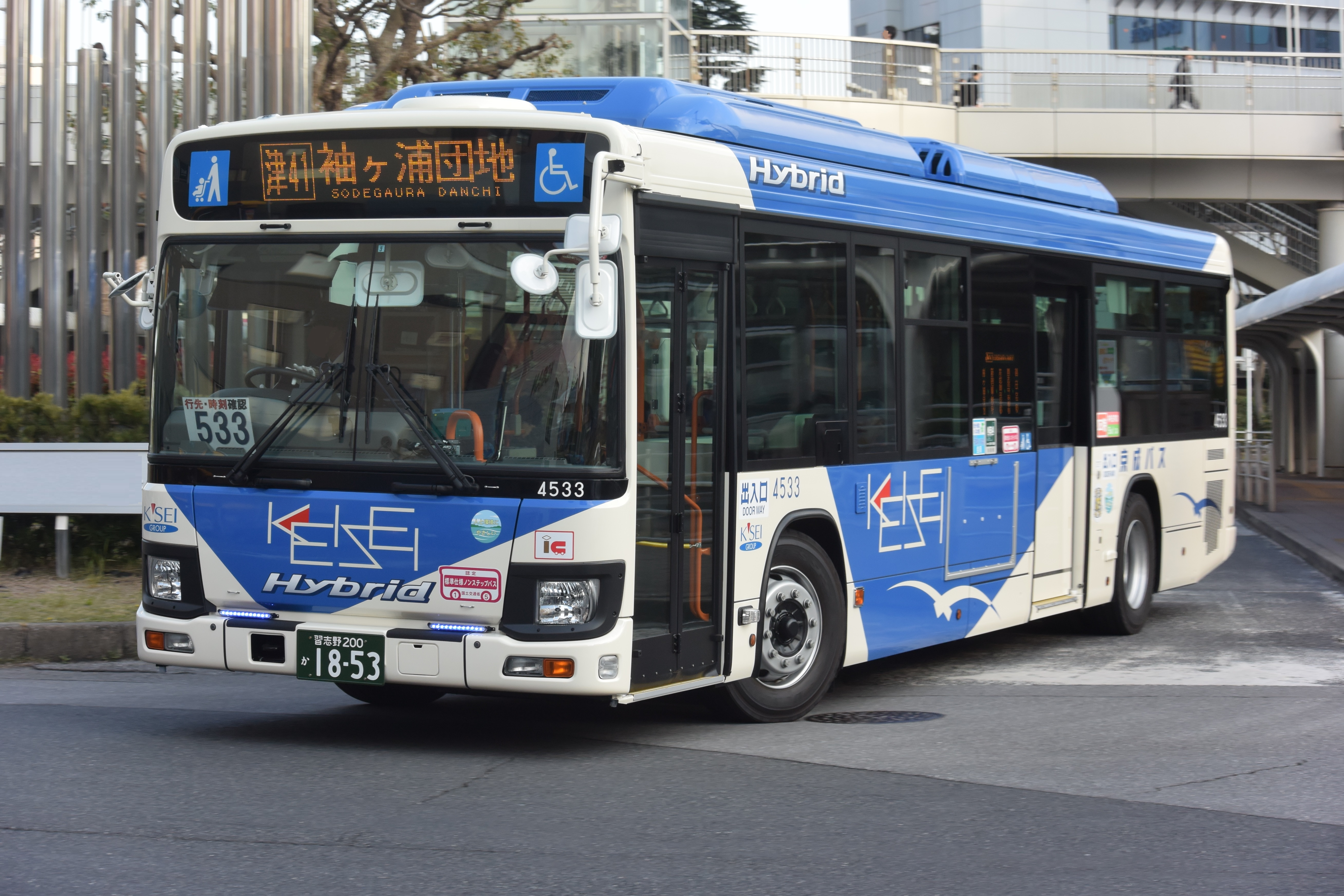
京成バス（新都心営業所の車両）

以下のバス事業者が市内で一般路線バスを運行している。路線の詳細は各記事を参照のこと。
- 京成バス
  - 京成バス新都心営業所
  - 京成バス新習志野高速営業所
- 京成バスシステム
- ちばレインボーバス
- 千葉シーサイドバス
- 船橋新京成バス
- 平和交通 (千葉県)

#### コミュニティバス

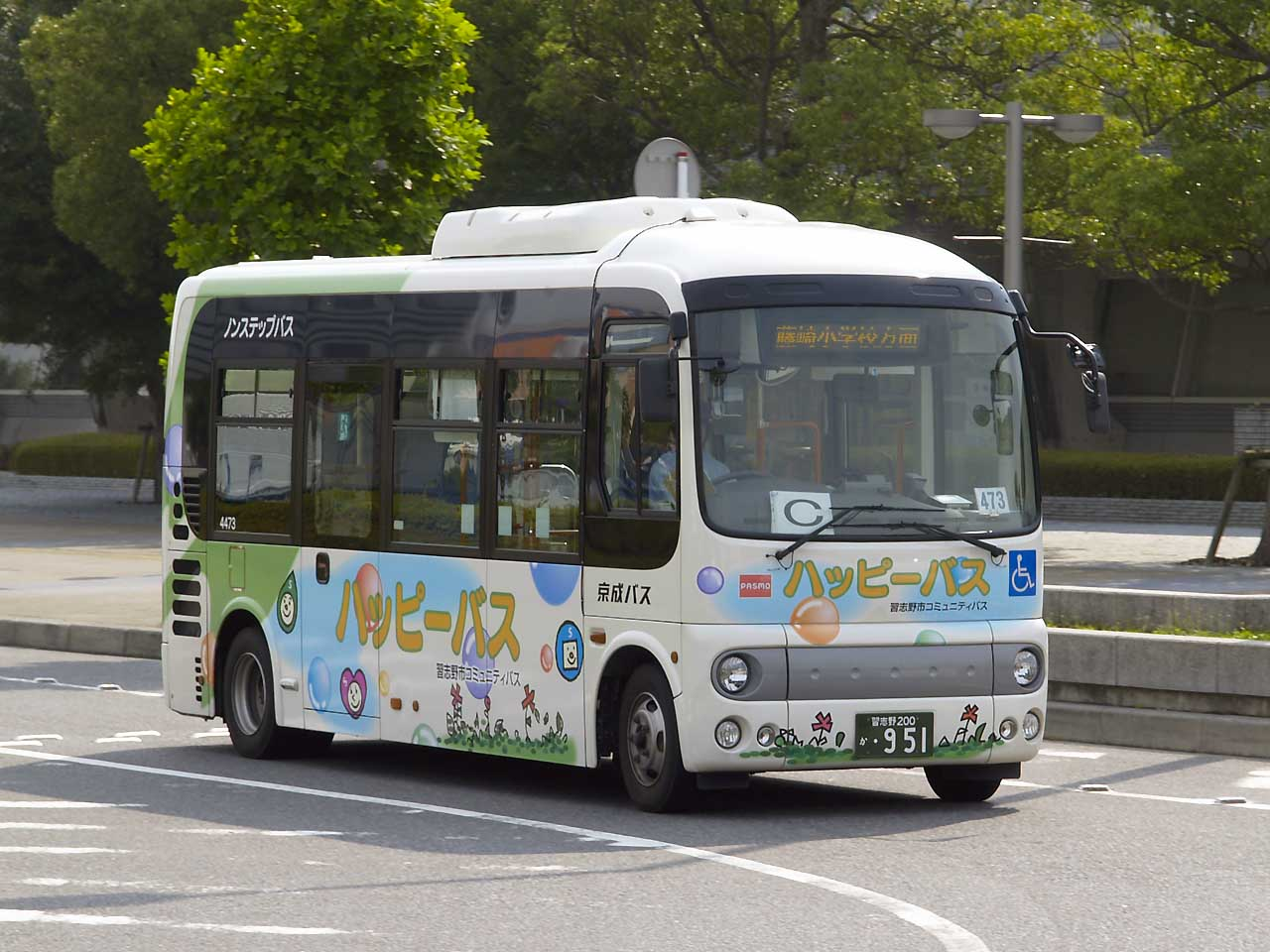
習志野市ハッピーバス

- 習志野市ハッピーバス - 京成バス新都心営業所が事業主体として運行。
- 東習志野・実籾地域バス（愛称「ナラシド♪バス」） - 京成タクシー習志野が事業主体として運行。

#### 深夜急行バス
- 平和交通
  - 銀座駅・東京駅→津田沼駅南口
- ちばグリーンバス
  - 新橋駅・有楽町駅→津田沼駅北口→京成佐倉駅・成田駅

#### 高速バス
- 東京空港交通・京成バス
  - 津田沼駅南口 - 京成津田沼駅 - 羽田空港
- 京成バス、富士急行観光
  - 津田沼駅南口 - 京成津田沼駅 - 富士急ハイランド
- 京成バス・奈良交通
  - 津田沼駅南口 - 京成津田沼駅 - 天理駅 - 近鉄奈良駅 - JR奈良駅 - 近鉄郡山駅 - 王寺駅 - 五位堂駅

### 道路
高速道路
- 京葉道路
  - - 花輪IC - 幕張IC -

幕張インターチェンジは千葉市、花輪インターチェンジは船橋市に一部またがる。千葉市の穴川インターチェンジおよび武石インターチェンジが近隣に位置する。
- 東関東自動車道
  - - 谷津船橋IC - 湾岸習志野IC - 習志野本線料金所 -

千葉市の湾岸千葉インターチェンジおよび千葉北インターチェンジが近隣に位置する。

国道
- 国道14号
- 国道357号

街道
- 東金街道（御成街道）
- 千葉街道

### 船舶
国際拠点港湾
- 千葉港（第5区、千葉北部地区）
  - 習志野港

## 名所・旧跡・観光スポット・祭事・催事

### 名所・旧跡
主な神社
- 天津神社（屋敷）
- 大原大宮神社（実籾）
- 菊田神社（津田沼）
- 子安神社（藤崎）
- 誉田八幡神社（大久保）
- 根神社（鷺沼）
- 八剣神社（鷺沼）
- 丹生神社（谷津）

主な寺院
- 照光寺
- 東漸寺（津田沼）
- 無量寺（実籾）
- 東福寺（谷津）
- 西光寺（谷津）
- 慈眼寺（鷺沼）
- 正福寺（藤崎）
- 薬師寺（大久保）

主な旧跡

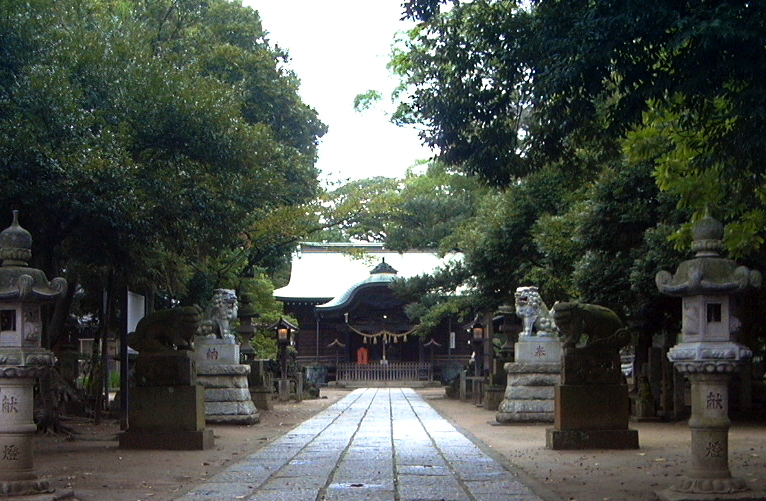
菊田神社

西中山無量寺

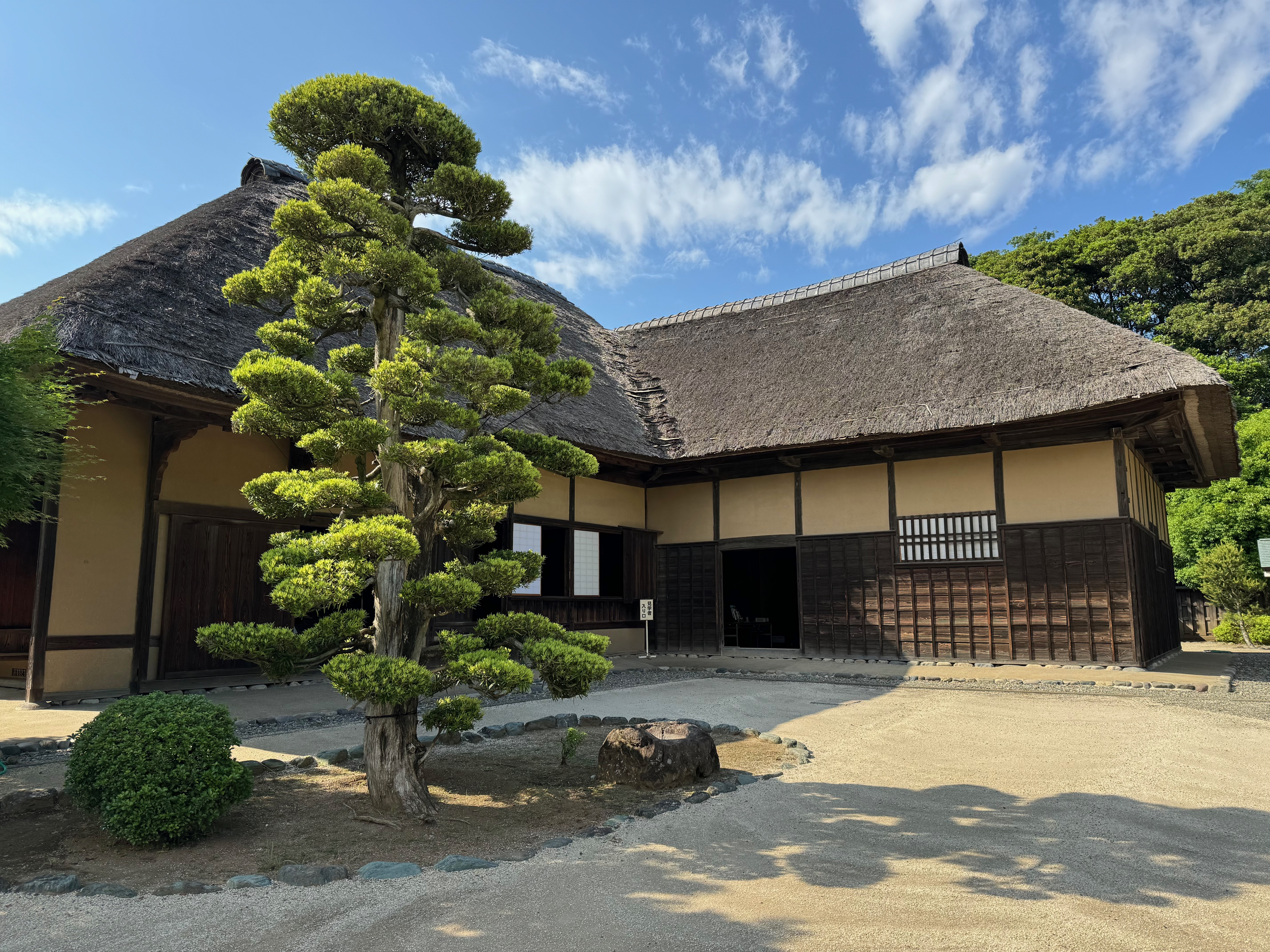
旧鴇田家住宅

- 旧鴇田家住宅（実籾本郷公園にある千葉県指定有形文化財の民家）
- 旧大沢家住宅（藤崎森林公園にある千葉県指定有形文化財の民家）
- 旧伊藤飛行機研究所滑走路跡
- 鷺沼古墳群
- 鷺沼城跡
- 実籾城跡
- 藤崎堀込貝塚（千葉県指定史跡）
- 巨人軍発祥の地の碑（谷津バラ園の近く）
- ソーセージ製法伝来の地[13]（カール・ヤーンら5名のソーセージ職人）

過去に存在した主な軍事施設
一部遺構や石碑が軍事史跡として残されている。
- 陸軍習志野錬兵場の一部（大部分は二宮町に属していた）
- 騎兵第1旅団（敷地の一部が二宮町に属していた、騎兵旅団の碑、騎兵第13・14連隊の碑）
- 騎兵第2旅団
- 陸軍習志野学校
- 鉄道第2連隊（旧鉄道第2連隊正門として保存）
- 鉄道連隊材料工廠
- 鉄道連隊演習線
- 習志野俘虜収容所（ドイツ捕虜オーケストラの碑）
- 支那囲壁砲台（一部現存、国の登録有形文化財）

### 観光スポット
上記以外の観光スポット。
- 谷津干潟
  - 谷津干潟自然観察センター
- 三番瀬

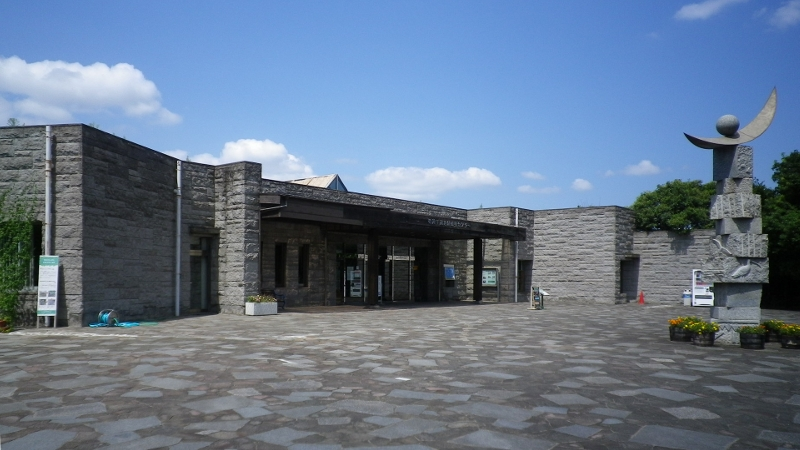
谷津干潟自然観察センター

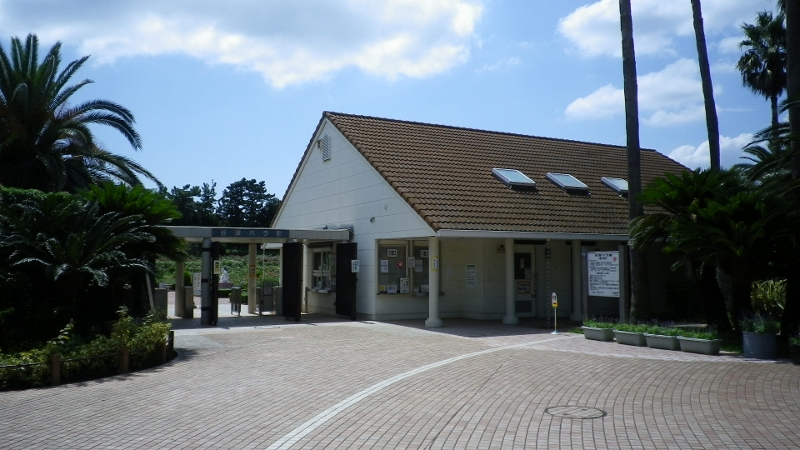
谷津バラ園

- 谷津バラ園（谷津遊園内にあったバラ園が市に移管されたもの）
- 実籾本郷公園
- さくら広場（幕張）

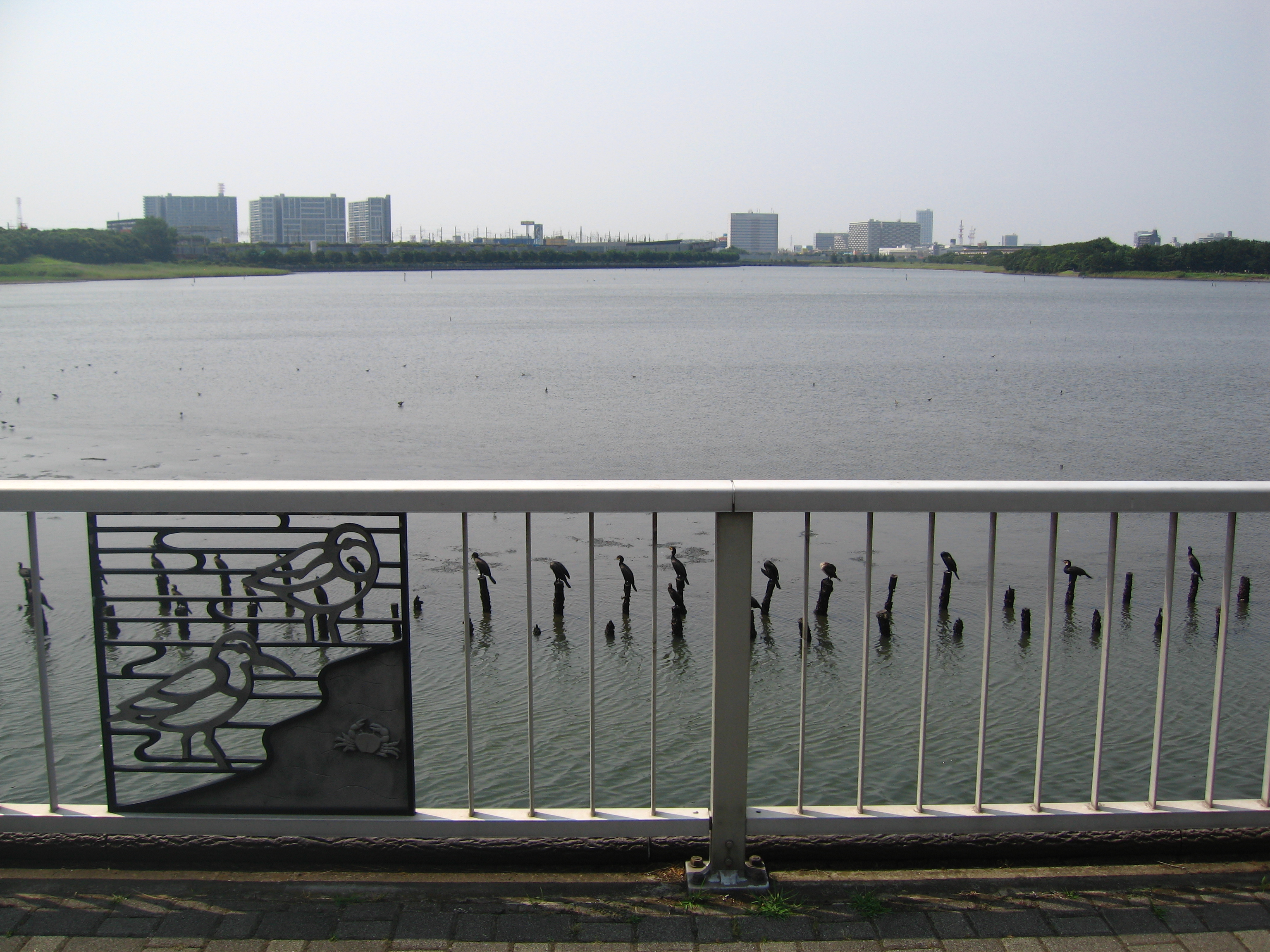
谷津干潟
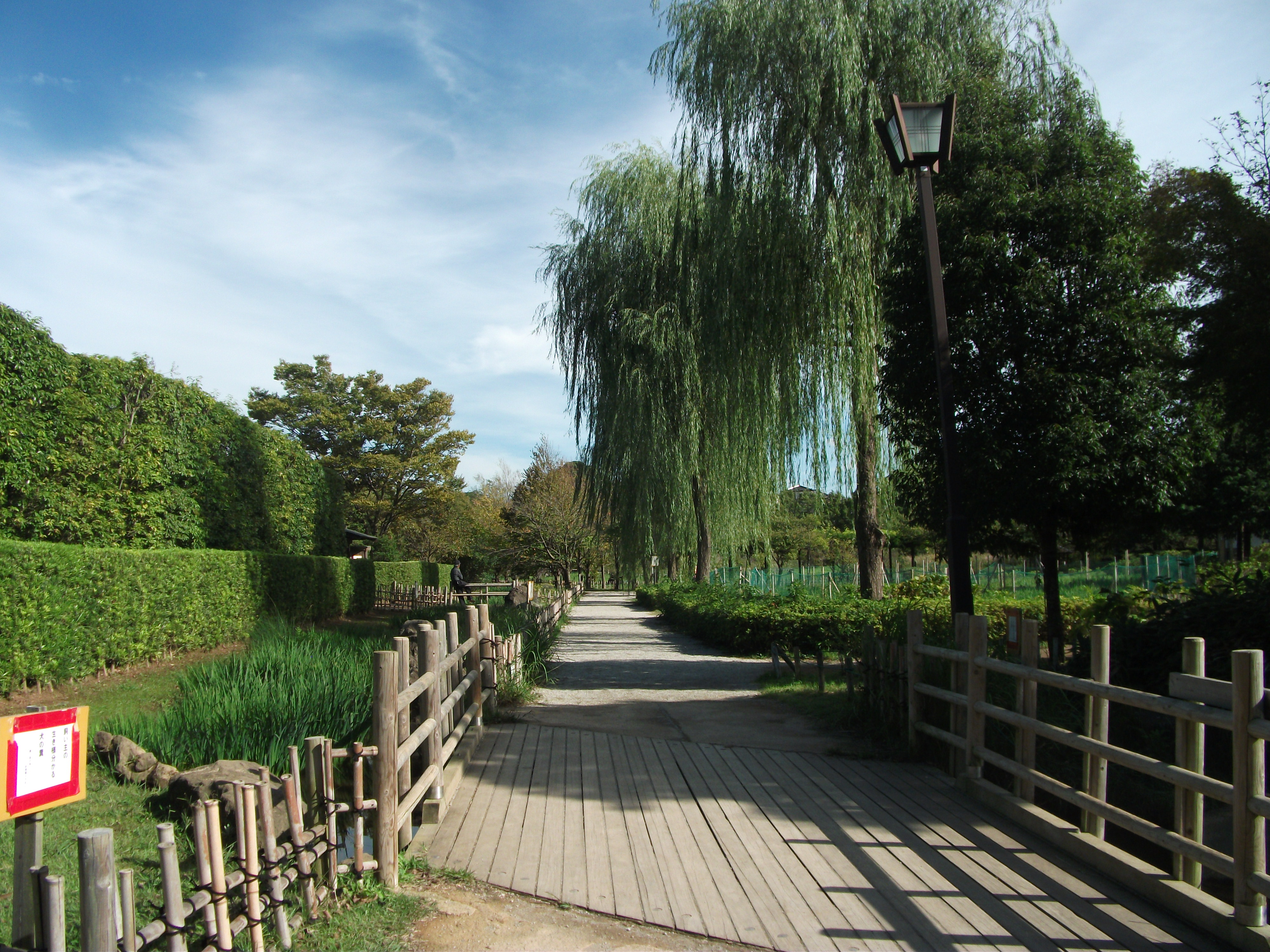
実籾本郷公園

### 祭事・催事
- 下総三山の七年祭り（大原大宮神社、菊田神社）
- あんば様の祭り[14]（菊田神社）
- 剣の祭（八剣神社）
- 市民まつり「習志野きらっと」

## 文化財
千葉県指定および国登録文化財一覧。
| 番号 | 指定・登録 | 類別                     | 名称                                                            | 所在地                   | 所有者または管理者     | 指定年月日       | 備考     |
| ---- | ---------- | ------------------------ | --------------------------------------------------------------- | ------------------------ | ---------------------- | ---------------- | -------- |
| 1    | 県指定     | 有形文化財（建造物）     | 旧大沢家住宅                                                    | 森林公園内               | 習志野市               | 昭和50年12月12日 | 1棟      |
| 2    | 県指定     | 有形文化財（建造物）     | 旧鴇田家住宅                                                    | 実籾本郷公園内           | 習志野市               | 平成17年3月29日  | 1棟      |
| 3    | 県指定     | 有形文化財（歴史資料）   | 小金原のしし狩り資料・色羽織1枚・村小旗2枚・稲葉神明社の絵馬1面 | 習志野市鷺沼二丁目1-10   | 個人・習志野市・神明社 | 昭和42年3月7日   | 3枚・1面 |
| 4    | 県指定     | 無形民俗文化財           | 下総三山の七年祭り                                              | 習志野市津田沼・実籾町   | 七年祭り保存會         | 平成16年3月30日  |          |
| 5    | 県指定     | 記念物（史跡）           | 藤崎堀込貝塚                                                    | 習志野市藤崎一丁目       | 習志野市他             | 昭和42年3月7日   |          |
| 6    | 国登録     | 登録有形文化財（建造物） | 千葉工業大学通用門（旧鉄道第2連隊表門）                         | 習志野市津田沼二丁目17-1 | 千葉工業大学           | 平成10年9月2日   | 1件      |
| 7    | 国登録     | 登録有形文化財（建造物） | 旧陸軍演習場内圍壁                                              | 習志野市東習志野四丁目   | 個人                   | 平成14年2月14日  | 1件      |
| 8    | 国登録     | 登録有形文化財（建造物） | 廣瀬家住宅主屋他                                                | 習志野市津田沼六丁目     | 個人                   | 平成15年7月1日   | 4件      |

## 出身有名人
- 青木一平（バレーボールNECブルーロケッツ元選手）
- AKIRA（本名・野上彰）（プロレスラー）
- 有岡大貴（アイドル、Hey! Say! JUMP）
- 阿部一孝（撮影監督）
- 石田雅俊（サッカー大田ハナシチズン選手）
- 井上貴朗（プロ野球阪神タイガース・千葉ロッテマリーンズ元選手）
- 小川淳司（プロ野球東京ヤクルトスワローズ元監督）
- 田村藤夫（プロ野球日本ハムファイターズ・千葉ロッテマリーンズ・福岡ダイエーホークス元選手）
- 北嶋秀朗（サッカー柏レイソル・清水エスパルス・ロアッソ熊本元選手）
- 栗本祐子（フリーアナウンサー）
- 小林一枝（洋画家、山梨県を拠点に活動）
- 斎藤恒雄（元福岡放送アナウンサー）
- 酒主義久（フジテレビアナウンサー）
- 白鳥伸雄（競輪元選手・元賞金王）
- 白鳥充紀（元えちうら）
- 鈴川絢子（お笑い芸人・YouTuber）
- 鈴木大地（日本水泳連盟会長、ソウルオリンピック100m背泳ぎ金メダリスト）
- 砂川誠（サッカーコンサドーレ札幌元選手）
- だいにぐるーぷ（YouTuberチーム）※メンバー全員、津田沼出身
- 高田昌明（サッカー静岡FC選手兼監督）
- 立石尚行（プロ野球日本ハムファイターズ元選手）
- 反田有沙（モデル）
- 中村晃子（俳優・歌手）
- 長柄琢磨（元えちうら）
- 西村ちなみ（声優）
- 野口寿浩（プロ野球東京ヤクルトスワローズ・日本ハムファイターズ・阪神タイガース・横浜ベイスターズ元選手）
- 長谷部徹（スタジオ・ミュージシャン ドラマー 元T-SQUAREのメンバー）
- 服部公太（サッカーサンフレッチェ広島・ファジアーノ岡山元選手）
- 林愛実（フルート奏者）
- 平沼定晴（プロ野球：元中日ドラゴンズ、ロッテ・オリオンズ、西武ライオンズ選手）
- 福浦和也（プロ野球千葉ロッテマリーンズ元選手、現コーチ）
- 鳳凰馬五郎（大相撲元大関 5代目年寄宮城野）
- 松尾翠（フリーアナウンサー、元フジテレビアナウンサー）
- 松下力（将棋棋士）
- 三角哲男（競艇選手・SG住之江第4回グラチャン優勝）
- 宮本泰介（政治家・千葉県習志野市長）
- 村木藤志郎(俳優・劇作家)
- 森田彩華（美少女クラブ31）
- 楠田亜衣奈（声優）
- 岡部貴士 （危機管理コンサルタント）

## 習志野市を舞台・ロケ地とした作品
- 「BPS バトルプログラマーシラセ」
- 「ゴジラ×メカゴジラ」
- 「ゴジラ×モスラ×メカゴジラ 東京SOS」
- 「みかづき」（森絵都の長編小説）
- 「でじぱら」（髙木信孝の漫画作品）
- 「ツマヌダ格闘街」（上山道郎の漫画作品）
- 「きんいろモザイク」(原悠衣の漫画作品、アニメ)
- 「キャッチボール×3」2010年（平成22年）秋公開の映画
- 「100年に1度の奥華子まつり!」2009年（平成21年）津田沼公園広場にて行われた奥華子無料ライブイベント
- aiko -「あたしの向こう」2014年（平成26年）京成本線 谷津1号踏切付近と谷津駅にてミュージックビデオのロケ地となった。
- バディコンプレックス 渡良瀬青葉の出身地 1話で登校風景が出てくる習志野市谷津と学生証に住所に表記されている
- 悪役令嬢転生おじさん(上山道郎 漫画 アニメ作品) 2025年 第2話 妻津田駅ペデストリアンデッキの階段を主人公が登るシーン、JR津田沼駅北口ペデストリアンデッキと北口ロータリー(千葉県習志野市津田沼一丁目二付近)がモチーフ。